# Bitonto
Bitonto (IPA: [biˈtonto], Vetònde in dialetto bitontino) è un comune italiano di 52 864 abitanti della città metropolitana di Bari in Puglia.
Bitonto è conosciuta per gli estesi oliveti che la circondano e la produzione olearia, rinomata già nel XIII secolo e perfezionata nel corso del XX secolo, che costituisce ancora oggi la più importante risorsa economica della città, e dà inoltre il nome al cultivar locale, cima di Bitonto.
Il 25 maggio 1734 la città fu teatro della storica battaglia, combattuta tra gli austriaci e i Borbone, che portò alla nascita del regno di Napoli come Stato indipendente.
Sede della prima galleria nazionale di Puglia, di una cattedrale riconosciuta tra i più importanti esempi di architettura romanica pugliese e del museo diocesano più grande della regione, è stata riconosciuta città d'arte nel 2004 ed è risultata tra le dieci finaliste per la corsa al titolo di capitale italiana della cultura del 2020.

## Geografia fisica

### Territorio
Il territorio comunale di Bitonto si estende per oltre 170 km², dall'alta Murgia fino a 2 km dal mare Adriatico. Fino al 1928 il comune aveva anche uno sbocco sul mare Adriatico, in quanto amministrava la frazione di Santo Spirito, oggi quartiere di Bari, città che, anche essendo capoluogo di regione, ha un territorio più ristretto rispetto ad altri comuni della città metropolitana. Confina, da nord e in senso orario con i seguenti dieci comuni: Giovinazzo, Bari, Modugno, Bitetto, Palo del Colle, Binetto, Toritto, Altamura, Ruvo di Puglia e Terlizzi.
Il centro abitato si trova sul primo gradino dell'altopiano della Murgia a 118 m s.l.m. mentre a 102 m s.l.m. raggiunge il suo punto più basso. Il territorio comunale ha un'altezza minima pari a 39 m s.l.m. riscontrabili nella parte settentrionale, quella più vicina al mare, mentre nella parte meridionale è decisamente collinare e raggiunge un'altezza massima di 491 m s.l.m. che determina, così, una escursione altimetrica di 452 m.
Il territorio comunale include il parco nazionale dell'Alta Murgia e la Lama Balice, sito naturalistico e paesaggistico istituito nel 2007 come parco regionale, collocato ai margini del centro storico della città. Il terreno su cui insiste il territorio di Bitonto è caratterizzato dalla presenza del calcare di Bari e della dolomia bitontina, i cui estesi giacimenti ne hanno fatto il materiale utilizzato per la costruzione della stragrande maggioranza delle strutture e monumenti locali.
- Classificazione sismica: zona 3 (sismicità bassa). Ordinanza ministeriale n. 3274/03, aggiornata al 16/01/2006 con le comunicazioni delle regioni.

### Clima
Il clima del territorio comunale è, come per il resto della regione, tipicamente mediterraneo, con inverni freschi, spesso sferzati da freddi venti balcanici, ed estati calde, a volte anche torride per l'azione di caldi venti sciroccali. Le temperature medie in inverno registrano eccezionalmente valori negativi. Nel mese di dicembre del 2007 è stata registrata una temperatura minima di -2,7 °C, mentre nel mese di giugno dello stesso anno si è registrata una temperatura massima di 45,5 °C.
La tabella sottostante mostra i dati dei valori medi registrabili nel comune di Bitonto.
| Bitonto                    | Mesi | Mesi | Mesi | Mesi | Mesi | Mesi | Mesi | Mesi | Mesi | Mesi | Mesi | Mesi | Stagioni | Stagioni | Stagioni | Stagioni | Anno |
| Bitonto                    | Gen  | Feb  | Mar  | Apr  | Mag  | Giu  | Lug  | Ago  | Set  | Ott  | Nov  | Dic  | Inv      | Pri      | Est      | Aut      | Anno |
| -------------------------- | ---- | ---- | ---- | ---- | ---- | ---- | ---- | ---- | ---- | ---- | ---- | ---- | -------- | -------- | -------- | -------- | ---- |
| T. max. media (°C)         | 10,5 | 11,4 | 13,6 | 17,4 | 22,2 | 26,5 | 29,1 | 29,3 | 25,4 | 20,2 | 15,7 | 12,1 | 11,3     | 17,7     | 28,3     | 20,4     | 19,5 |
| T. min. media (°C)         | 4,2  | 4,3  | 6,0  | 8,5  | 12,3 | 16,2 | 18,8 | 19,0 | 16,2 | 12,4 | 8,6  | 5,8  | 4,8      | 8,9      | 18,0     | 12,4     | 11,0 |
| Precipitazioni (mm)        | 52   | 58   | 46   | 43   | 39   | 30   | 22   | 26   | 49   | 61   | 62   | 60   | 170      | 128      | 78       | 172      | 548  |
| Umidità relativa media (%) | 78,4 | 77,1 | 75,1 | 72,0 | 69,1 | 65,2 | 61,6 | 63,6 | 70,7 | 77,3 | 79,3 | 79,4 | 78,3     | 72,1     | 63,5     | 75,8     | 72,4 |

La maggiore piovosità si registra durante l'autunno e l'inverno, mentre i mesi estivi sono più secchi, talvolta con piogge del tutto assenti.
- Classificazione climatica di Bitonto[13]:
  - Zona climatica C;
  - Gradi giorno 1350.

## Origini del nome
Il nome della città è sicuramente di origine prelatina, basta confrontarlo con "Butua" presente in area balcanica e "Bohotros" in area illirica.
La probabile ma non certa origine del toponimo Botuntum, da "bonum totum", allude forse alla prosperità del luogo, in ambito agricolo.
Altri studi affermano che il significato di Butuntum o Botuntum, sarebbe invece: città sotto la quale scorre acqua (dal greco "Bot" o "But": profondità dove scorre o stagna acqua e “ntum”, suffisso che indica città al pari di Tarentum, Metapontum e Sipontum).

## Storia

### Mito fondativo e origini
Secondo la tradizione, Bitonto sarebbe stata fondata dal re illirico Botone, eroe leggendario dal quale deriverebbe il nome. La leggenda di Botone si inserisce nel contesto dei miti di esilio e fondazione di nuove città, simile alla storia di Enea e alla nascita di Roma. Botone, secondo genito del re Illirius, sovrano di un antico regno illirico, amato dal popolo, non ambiva al trono, ma suo fratello maggiore Encheleo, temendo che Botone potesse minacciare le sue aspirazioni, complottò per eliminarlo. Quando Botone scoprì la cospirazione, fuggì con suo figlio per salvarsi e abbandonò la sua terra natale. Nel momento di pericolo, Botone ricevette l’aiuto della dea Minerva, che gli indicò la Puglia come sua nuova dimora. Minerva gli donò una pianta di ulivo, simbolo di pace e prosperità, che sarebbe diventato il segno distintivo della sua nuova città. Sbarcato in Puglia, Botone fondò Bitonto, dove piantò l’ulivo donato dalla dea. La città crebbe sotto il suo governo, prosperando grazie alla protezione divina e divenendo simbolo di speranza e rinascita.
La presenza umana nel territorio risale in realtà già all'epoca neolitica, testimoniata da insediamenti in grotte e da menhir. Una necropoli dell'età del ferro era situata presso un'ansa del torrente Tiflis, nella lama. Ciò fa presumere che la città fosse sede di una grande comunità che attirava la popolazione sparsa nelle campagne.

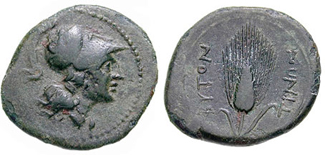
Moneta di III secolo a.C. di conio bitontino

La città fu un importante centro peuceta, e dal VI secolo subì l'influenza delle città magnogreche, in particolar modo di Taranto. Dal III secolo a.C., quando la lega peuceta si sciolse, si dotò di una propria zecca, come dimostrano le stesse monete, rinvenute nel centro storico, che riportano l'immagine di una civetta con un ramo di olivo, altre una conchiglia, altre un granchio, altre ancora la testa di Atena. Il retro di queste monete riporta la legenda in caratteri greci "BYTON TINΩN" accompagnata in alcune dall'effigie dell'eroe tarantino Falanto, in altre da una spiga di grano, in altre ancora da un fulmine. Un'altra necropoli, risalente al IV-III secolo a.C., è stata inoltre rinvenuta nell'attuale centro urbano.

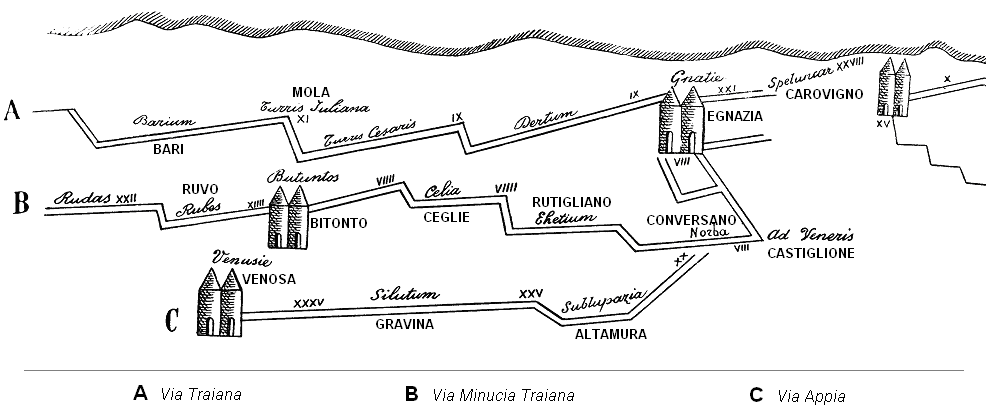
Schizzo della Tavola Peutingeriana nei pressi di Bitonto

### Periodo romano
In epoca romana fu municipio, mantenendo comunque il culto riservato alla dea Minerva, che veniva considerata dea protettrice non solo di Bitonto, ma di molte altre città apule e italiche. A lei veniva attribuito il dono dell'ulivo alla città.
Un tempio a lei dedicato doveva collocarsi su uno sperone che domina il Tiflis, tra le attuali chiese di san Pietro in Vincoli e san Francesco la Scarpa. La presenza del tempio in quel periodo è confermata da una lastra di pietra cubica di epoca romana, riusata nelle mura della sacrestia dell'attuale chiesa.
La città era attraversata dalla via Traiana nel punto in cui il tracciato di quest'ultima si ramificava in due: la via Minucia citata da Strabone, che passava per Celiae, Azetium e Norba e la via Gellia, che si dirigeva a Barium. Le due vie, poi, si ricongiungevano a Egnazia. Fu stazione di sosta menzionata nell'Itinerarium burdigalense, nell'Itinerario antonino, nella cosmografia ravennate, nella tavola teodosiana, e nella Tavola Peutingeriana. Fu inoltre citata da Marco Valerio Marziale, da Sesto Giulio Frontino e da Plinio il Vecchio. Quest'ultimo fa riferimento solo al nome degli abitanti.

### Medioevo

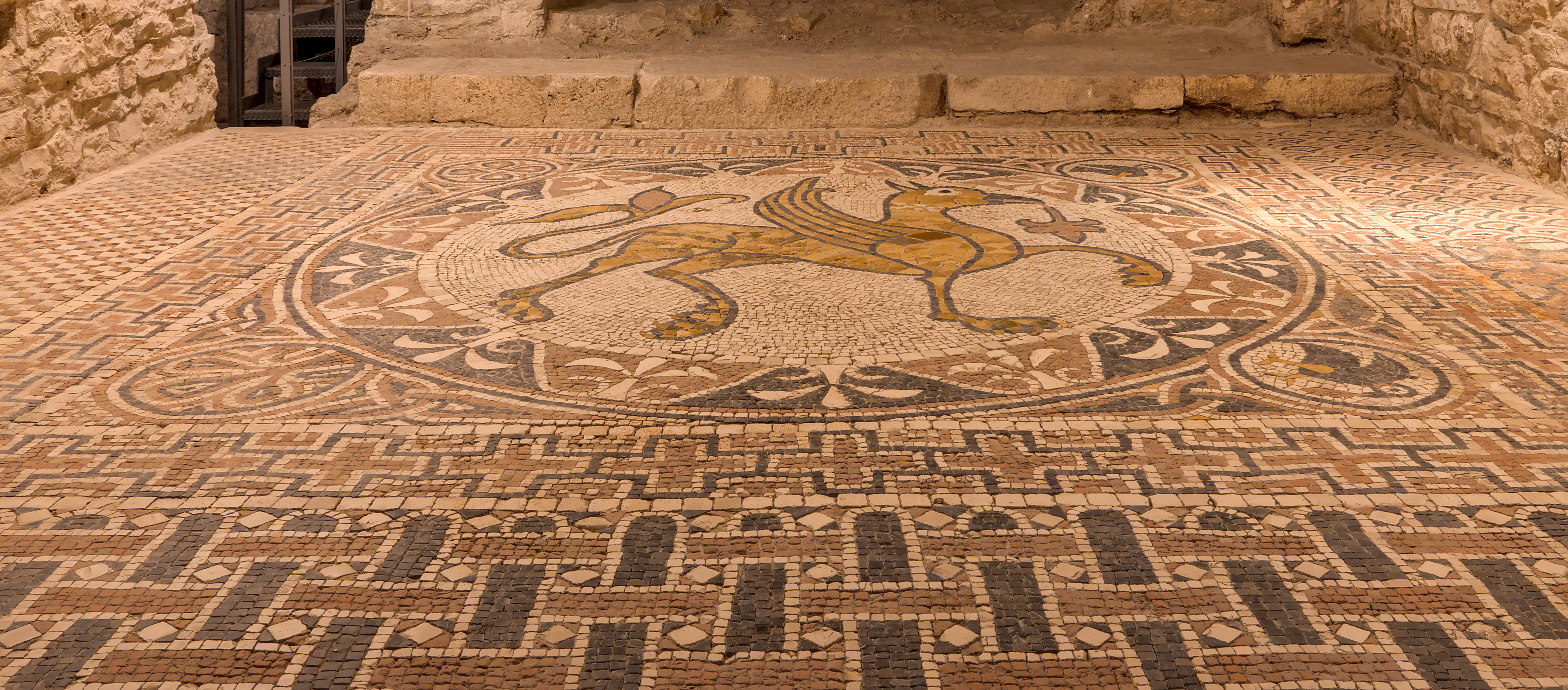
Veduta del soccorpo della cattedrale col grifone musivo

Dopo la dissoluzione dell'Impero Romano d'Occidente, del dominio di Odoacre e del regno gotico, gran parte della Puglia, inclusa Bitonto, fu riconquistata dall'impero Romano d'Oriente nell'ambito delle guerre greco-gotiche e si trovò coinvolta in una fase di lotte. Al V-VI secolo risalgono i resti di una chiesa rinvenuti negli scavi sotto l'attuale concattedrale.La Puglia, come le altre regioni costiere italiane, inoltre, era minacciata dalle scorrerie dei pirati saraceni. 
La città fu poi presa dai Longobardi durante la graduale invasione della Penisola da nord e divenne nodo strategico nel sistema viario pugliese e centro gastaldale. Successivamente tornò bizantina e divenne roccaforte del thema di Longobardia.
Nel 975 il catapano bizantino Zaccaria saccheggiò la città dopo aver sconfitto i Saraceni e ucciso il loro capo, Ismaele; nel 1010 Bitonto, Bari, Bitetto e Trani si ribellarono al governo bizantino dando inizio alla rivolta guidata da Melo. Mesardonite fu mandato in Puglia per arginare la rivoluzione ma in uno scontro presso Bitonto avvenuto nel 1017 rimase ucciso. La rivolta si concluse con l'arrivo dei Normanni che posero fine in Puglia al dominio bizantino e agli attacchi dei Saraceni. Al 1089 risale la prima notizia certa dell'esistenza del vescovado bitontino. Nel 1098 invece la città è sotto il controllo normanno.
Tra XI e XII secolo sotto il dominio dei Normanni di Ruggero II, Guglielmo il Malo e Guglielmo II, la città si rivestì di nuove mura. Il giudice bitontino Maggiore, a seguito della distruzione di Bari da parte di Guglielmo il Malo, assunse la suprema carica di regio giustiziere: grazie a lui e con l'aiuto dei Benedettini, prese il via la costruzione della nuova cattedrale. I Benedettini erano giunti in città in questo periodo, fondando fuori le mura l'abbazia dedicata a San Leone e dando un forte impulso all'economia cittadina, grazie anche alle nuove tecniche agricole e alla bonifica di nuove terre.
La tradizionale "fiera di San Leone", che si svolge il 6 aprile per commemorare il Santo, si originò probabilmente proprio nell'XI secolo. Già celebre nel XIV secolo come fiera di animali, venne citata nel Decamerone di Giovanni Boccaccio:
(Giovanni Boccaccio, Decamerone, Novella X Giornata IX.)
Con Federico II fu civitas specialis e rimase sempre nell'ambito del regio demanio, ossia alle dirette dipendenze della corona, escludendo il periodo feudale che va dal 1412 al 1551.

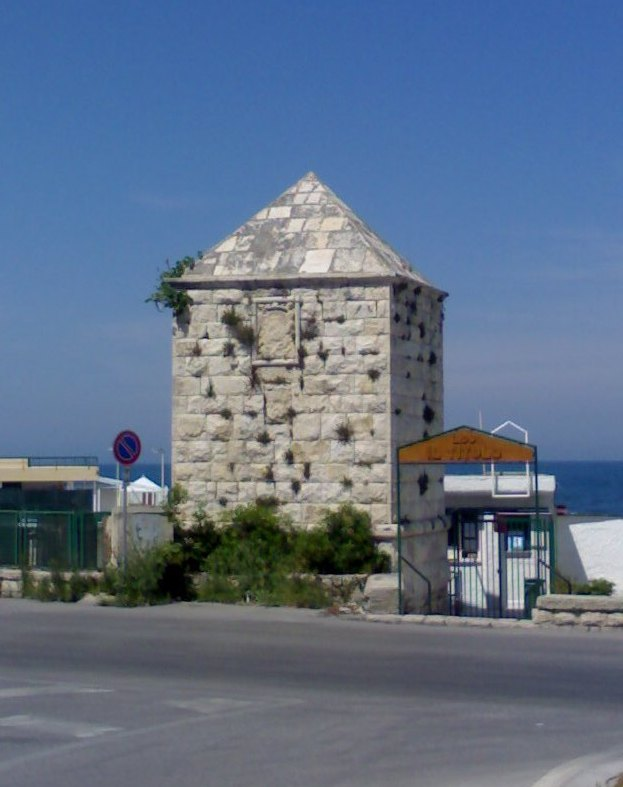
Il Titolo dell'Arenario, il maggiore titolo confinario tra Bari e Bitonto

Già nel Duecento iniziarono le dispute di confine con Bari per il possesso del porto di Santo Spirito, attraverso il quale si svolgevano i traffici marittimi. Nel 1265 il confine tra le due città venne fissato all'Arenarum, tra gli abitati di Palese e Santo Spirito, ma il conflitto continuò ancora nei secoli successivi.
Agli Svevi subentrarono gli Angioini: Carlo I d'Angiò contribuì a formare in città una nuova nobiltà, composta soprattutto dai Rogadeo, Bove, Planelli e Labini, dedita ai traffici e al commercio. Tra i principali esponenti di quel tempo ci furono Sergio Bove e Giacomo Rogadeo, entrambi originari di Ravello, sulla costiera amalfitana. È questo un periodo di fioritura per la città, anche grazie a un'economia basata sull'esportazione di olio che continuerà a crescere fino al XVII secolo, quando si instaurò la dominazione spagnola. In Puglia, infatti, l'olio bitontino era apprezzato e richiesto soprattutto da Venezia.

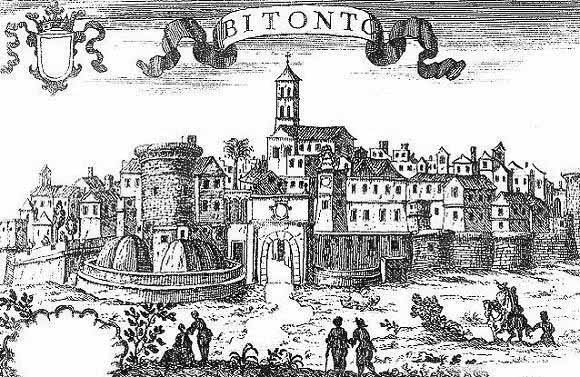
Veduta di Bitonto di Pacichelli

Nel 1412 fu possesso feudale di Jacopo Caldora, duca di Bari e gran capitano dei soldati di ventura, che prese possesso della città nel 1434. Nel 1441 ebbe in feudo la città Giovanni da Ventimiglia, comandante generale delle armi regie di Alfonso I d'Aragona. Passò successivamente a Giovanni Antonio Orsini nel 1460, agli Acquaviva d'Aragona nel 1463 e, con l'ascesa al potere degli Spagnoli nel Mezzogiorno, il Re Carlo V di Spagna donò in feudo Bitonto nel 1507 al Gran Capitano spagnolo Consalvo di Cordova, conquistatore del Regno di Napoli e duca di Sessa.

### Età moderna
Il 27 maggio 1551 la città riacquistò la propria autonomia e la regia demanialità, versando al duca di Sessa e alla corona spagnola una somma di 86 000 ducati (66 000 per la città di Bitonto e 20 000 per il porto di Santo Spirito). Gli statuti cittadini furono redatti nel 1565. La disputa di confine con Bari per il possesso di Santo Spirito, iniziata nel XIII secolo, riprese vigore in quegli anni fino al 1584, quando il consiglio di Napoli fissò nuovamente i medesimi confini del 1265.

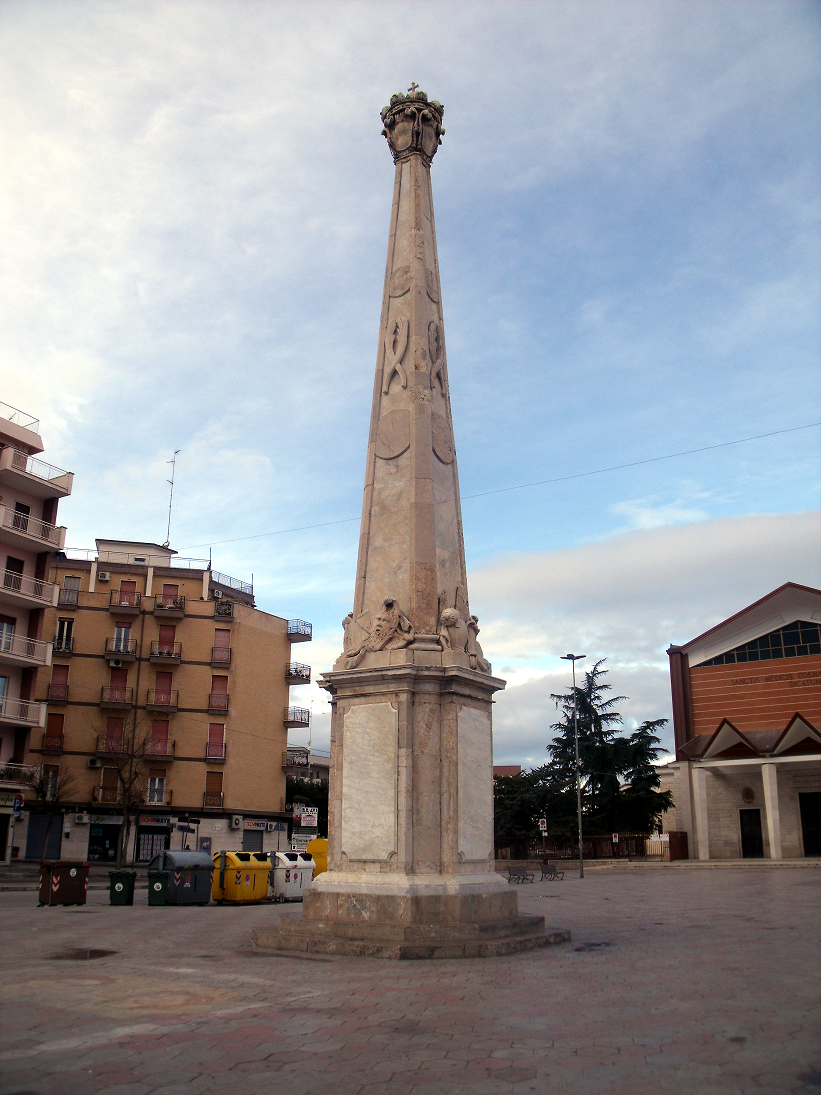
Obelisco Carolino

Nel Seicento visse una fioritura culturale, con la bottega di pittura di Carlo Rosa, l'Accademia degli Infiammati, il matematico Vitale Giordano e Nicola Bonifacio Logroscino, attore dell'opera buffa.
Nel 1647 vi furono moti insurrezionali del popolo contro la nobiltà frenati solo dal conte di Conversano. Il 25 maggio 1734, durante la guerra di successione polacca, nel campo di San Leone l'esercito spagnolo di Carlo di Borbone vi sconfisse gli Austriaci nella battaglia di Bitonto, assicurando ai Borbone il possesso del Regno di Napoli e la sua indipendenza dopo secoli di dominazione straniera. Per celebrare l'avvenimento fu innalzato l'obelisco Carolino.

### Età contemporanea
Nel 1828 l'agronomo e imprenditore Pierre Ravanas sperimentò in città dei macchinari innovativi per la produzione di olio di oliva che si diffusero ben presto in città e in provincia, procurando grandi vantaggi anche nella commercializzazione: il successo del Ravanas invogliò molti imprenditori, francesi e non, a investire in città: Felice Garibaldi, fratello del condottiero Giuseppe, seguì la stessa strada del marsigliese.
Durante il Risorgimento il bitontino Giovanni Vincenzo Rogadeo fu nominato da Giuseppe Garibaldi primo governatore della Puglia e in seguito divenne senatore del Regno. Come sindaco della città, tra il 1870 e il 1875, promosse un "consorzio per oli tipici", un "gabinetto di lettura" e una "scuola serale di disegno", oltre a occuparsi della viabilità e degli accessi ferroviari.
Nel 1893 avvenne l'uccisione di un delegato della finanza; nella vita politica cittadina si sviluppò il movimento socialista. In seguito ebbero rilevanza le figure del cattolico Giovanni Ancona Martucci e del vescovo Pasquale Berardi e ancora di Giovanni Modugno, aderente alla corrente politica di Gaetano Salvemini, tra il 1911 e il 1919.
Il 6 settembre 1928 con r.d. la frazione di Santo Spirito, unico accesso alla costa e oggetto di dispute di confine tra le due città sin dal XIII secolo, passò al comune di Bari per opera del podestà fascista di Bari, Araldo di Crollalanza. Il territorio sottratto aveva una superficie di circa 16 km².
Il 26 febbraio 1984 la città fu visitata da papa Giovanni Paolo II.

### Simboli

Il gonfalone civico

Lo stemma di Bitonto, riconosciuto assieme al gonfalone con DCG 20 febbraio 1935 e concesso con DPR del 25 giugno 1965 e descritto nello statuto comunale, raffigura in campo bianco un ulivo terrazzato di verde, simbolo di pace ed elemento distintivo del territorio bitontino.
L'ulivo è sostenuto da due leoni affrontati, che vogliono richiamare la forza del potere esecutivo della città, tenuta dai nobili e popolari. Sui rami dell'albero, cinque storni appollaiati, rappresentanti i cinque casati che ebbero in feudo la città, beccano un'oliva ciascuno.
Lo scudo è sormontato da una corona marchesale e presenta alla base un ramo di ulivo e uno di leccio, annodati con un nastro rosso. Il nastro bianco sottostante riporta, in caratteri argentei, il motto in latino "Ad pacem promptum designat oliva Botontum ", che in italiano si può tradurre con: "L'oliva designa Bitonto pronta alla pace".
Lo stemma va contestualizzato all'evento che ne ha portato la realizzazione: lo storico riscatto dal giogo feudale, avvenuto nel 1551. In questo senso il motto e i due leoni stanno a indicare che le sorti della città saranno da quel momento in poi legate all'olivo, e alle decisioni della popolazione, non più ai feudatari. Prima di allora il simbolo principale della città era costituito dal solo ulivo. Esso infatti rappresenta il motivo ornamentale di molti edifici sparsi nel centro storico.
Per ricordare questo evento è stata istituita la "Giornata del Gonfalone" in cui si premiano le personalità che più mantengono alto il nome della città.
Il gonfalone in uso è un drappo di bianco anche se quello previsto dal decreto di riconoscimento era un drappo d'azzurro.
Il comune ha adottato una bandiera costituita da un drappo di bianco.

## Monumenti e luoghi d'interesse

### Architetture religiose

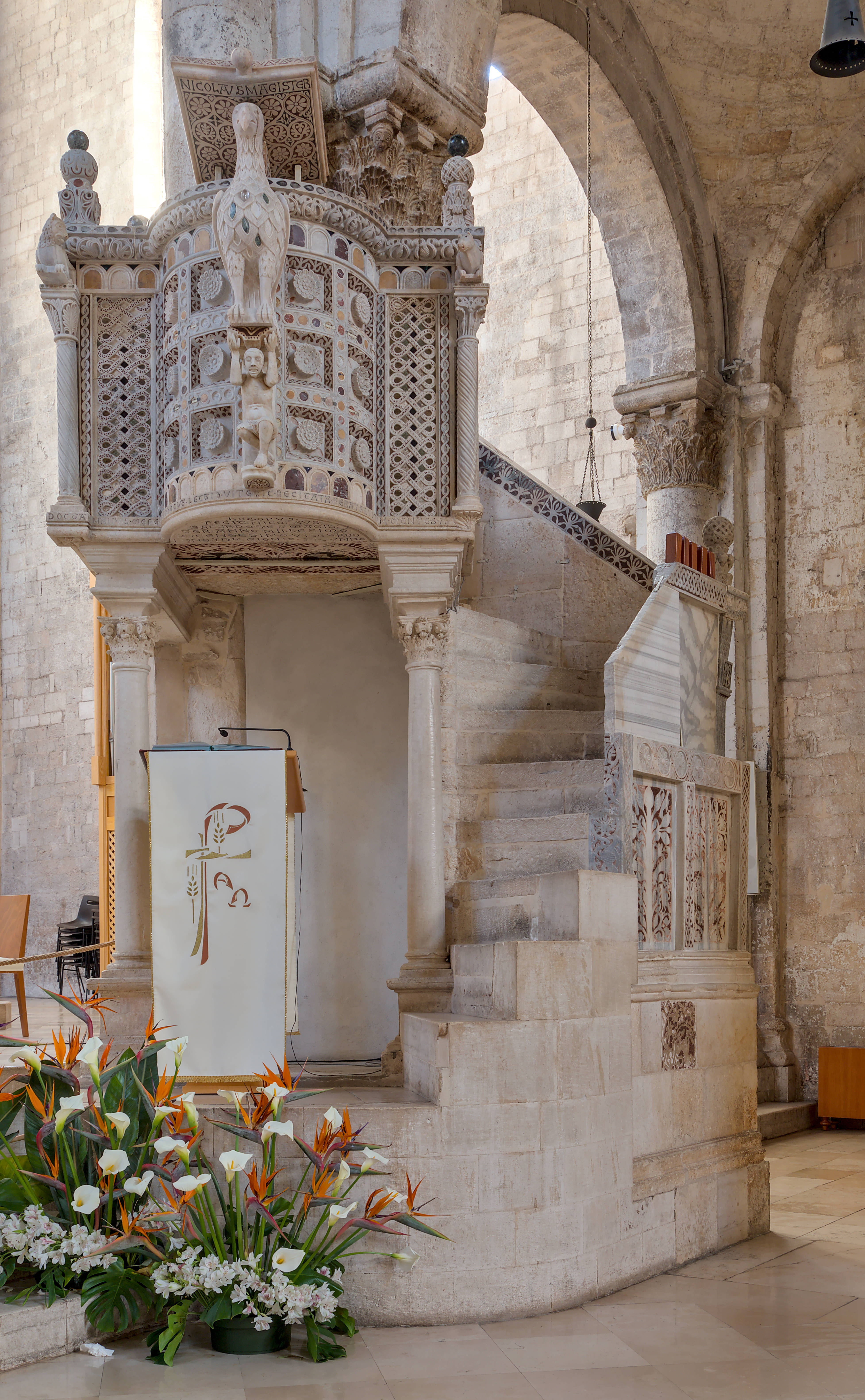
Ambone della concattedrale

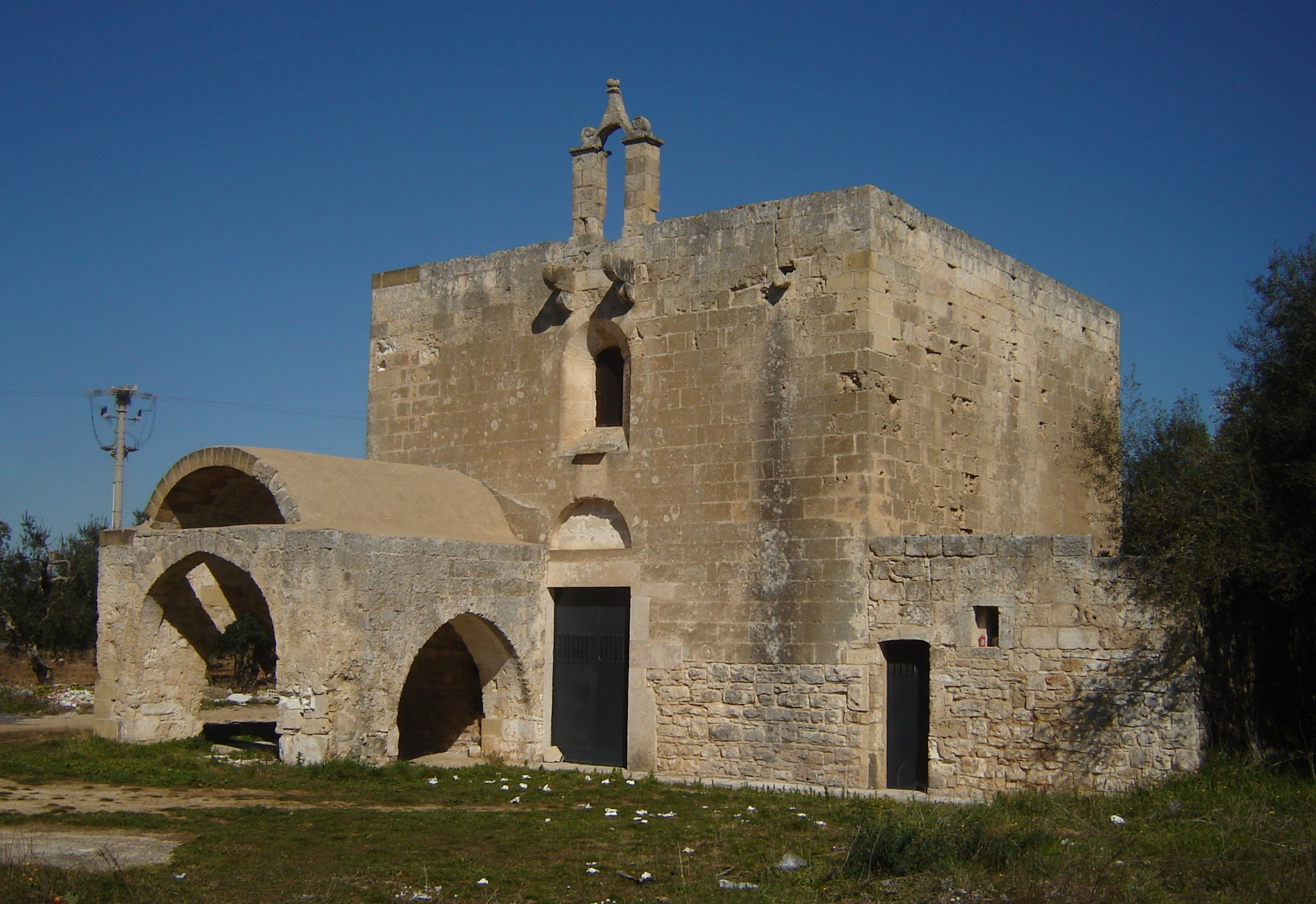
La chiesa rupestre dell'Annunziata

ConcattedraleConsacrata a San Valentino da Terni, è stata innalzata probabilmente nel XII secolo in stile romanico pugliese. Il fianco destro è scandito da un esaforato e profondi arconi, l'ultimo dei quali conserva un portale gotico noto come "porta della Scomunica". L'interno, con pianta a croce latina, è diviso in tre navate absidate. Notevoli il soffitto a capriate lignee con decorazione policroma e l'ambone federiciano, decorato con paste vitree secondo modelli islamici e recante i bassorilievi degli imperatori svevi. La cripta è costituita da un ambiente voltato a crociera e sostenuto da trentasei capitelli, interessanti nei motivi zoomorfi e fitomorfi delle decorazioni. Dalla cripta si accede agli scavi, adibiti a museo, in cui si conservano i resti, databili a partire dal V secolo, di una chiesa precedente, tra i quali un mosaico raffigurante un grifone risalente all'XI secolo e materiale ceramico e numismatico risalenti soprattutto al periodo peucezio. 

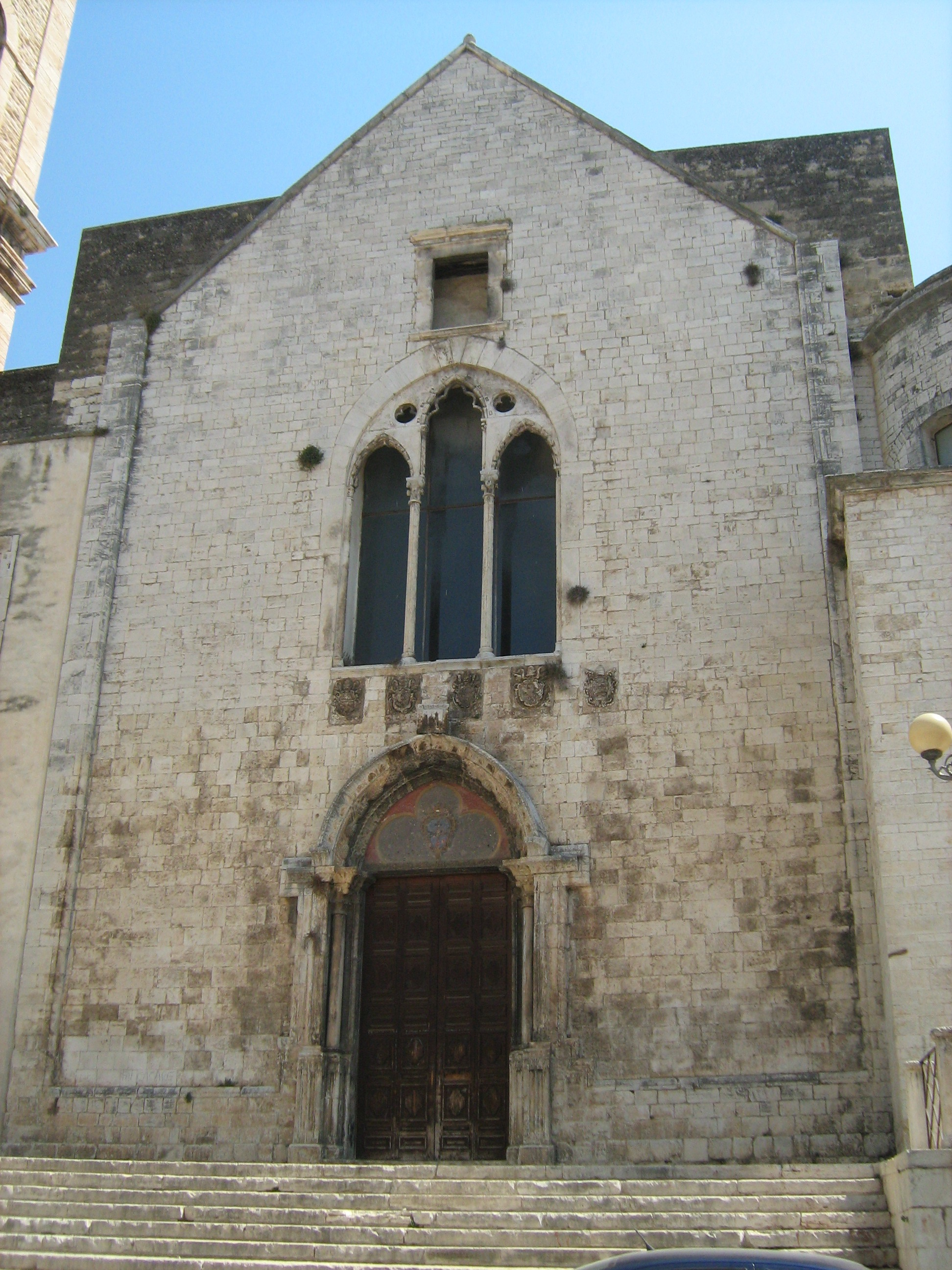
La facciata della chiesa di San Francesco la Scarpa

Chiesa di San Francesco d'AssisiDetta San Francesco la Scarpa, fu costruita nel 1283 su un terreno ceduto dalle monache benedettine del monastero di santa Lucia. Sino al XIX secolo l'edificio fu affidato ai frati francescani, che nei pressi vi costruirono un convento e un seminario. La chiesa è stata chiusa al culto nel 1970. La facciata, in stile tardo romanico, si caratterizza per un portale con arco a sesto acuto e sormontato da un archivolto con decorazioni floreali e di buoi, in omaggio alla famiglia Bove che promosse l'edificazione della chiesa, e per un'ampia trifora sorretta da colonnine, pure racchiusa in un arco a sesto acuto. Sono affiancati alla facciata il cappellone cinquecentesco munito di cupola e un campanile seicentesco, suddiviso in tre registri da cornici marcapiano e sormontato da una cupola a bulbo.

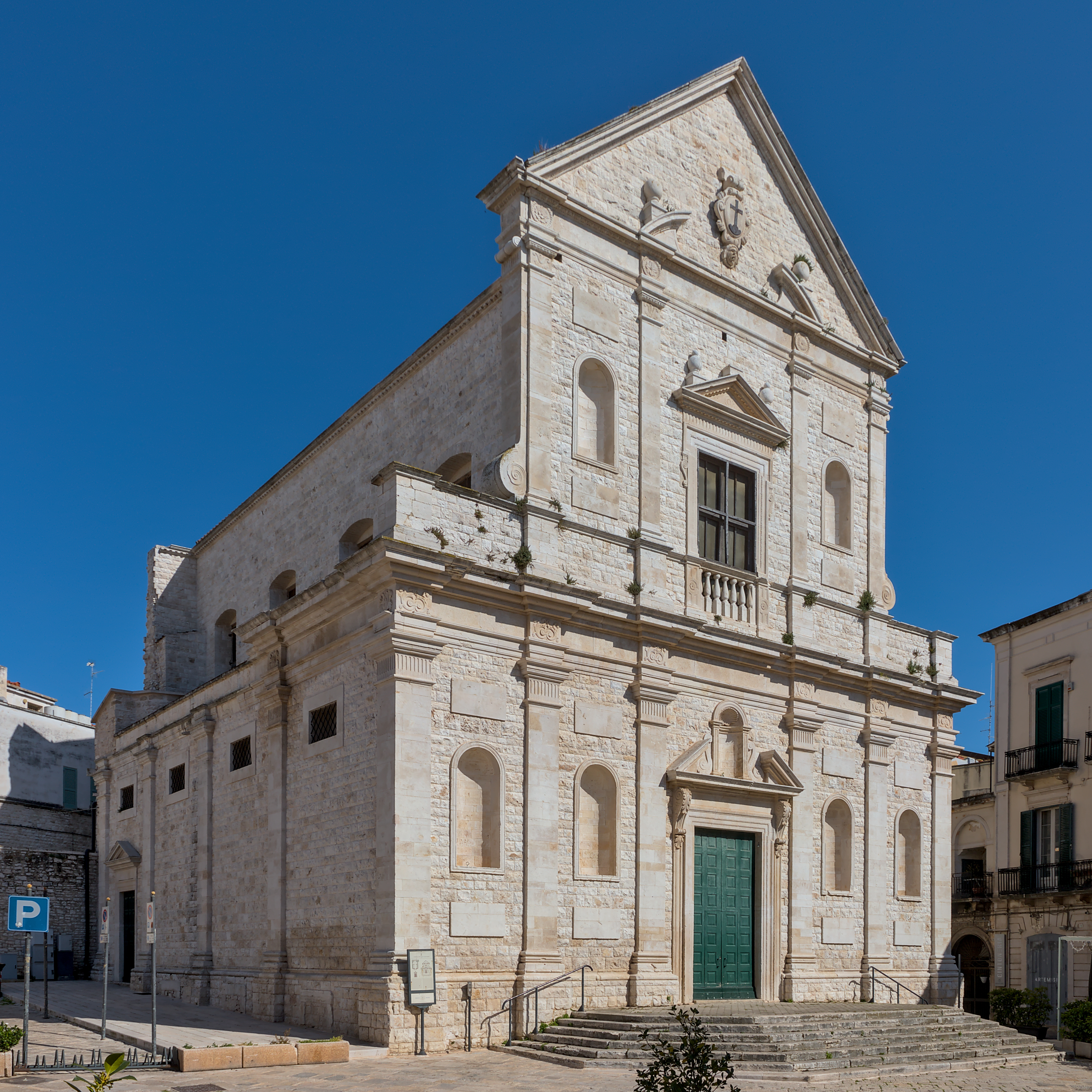
La chiesa di San Gaetano

Chiesa di San Gaetano ThieneCommissionata dai Teatini nel 1609 e realizzata secondo il progetto di Dionisio Volpone di Parabita, fu eretta sull'antico palazzo dell'Universitas. e venne consacrata nel 1730. La facciata di stampo controriformistico composta lesene, alternate da nicchie. Allineati invece, sono il portale e un finestrone centrali. La facciata si chiude con un timpano recante lo stemma dei Teatini. L'interno si compone di un'unica navata centrale, terminante in tre absidi e delineata da quattro arcate per lato corrispondenti ad altrettante cappelle. Notevole l'altare in pietra di gusto barocco del 1696 nella prima cappella a destra, patronato della famiglia Sylos-Sersale. Le pareti della navata e il soffitto ligneo recano affreschi del pittore bitontino Carlo Rosa. 

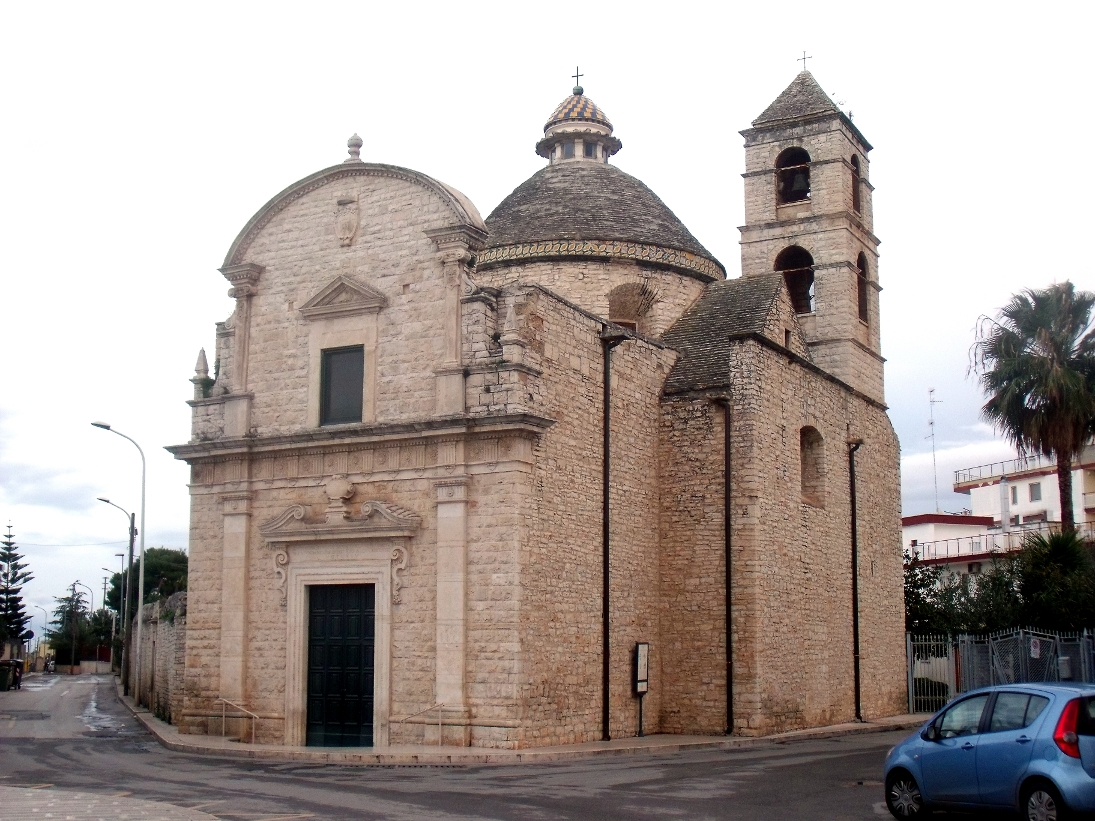
La chiesa del Crocifisso

Chiesa del CrocifissoEdificata dal 1664, in luogo di una cappella rurale, su progetto di Carlo Rosa, che ne curò anche la decorazione interna, la chiesa presenta un'originale pianta a croce greca con cupole in asse ricoperte di chianchette. Il registro inferiore della facciata riecheggia i modelli classici, con lesene doriche e cornice a metope e triglifi; quello superiore, caratterizzato da una cornice spezzata su cui si innestano colonne ioniche che reggono un timpano curvilineo, presenta uno stile più vicino all'architettura barocca. L'interno, interamente affrescato, è opera di Carlo Rosa e degli allievi Nicola Gliri, Giuseppe Luce e Vitantonio de Filippis, che dopo la sua morte ne completarono il progetto.

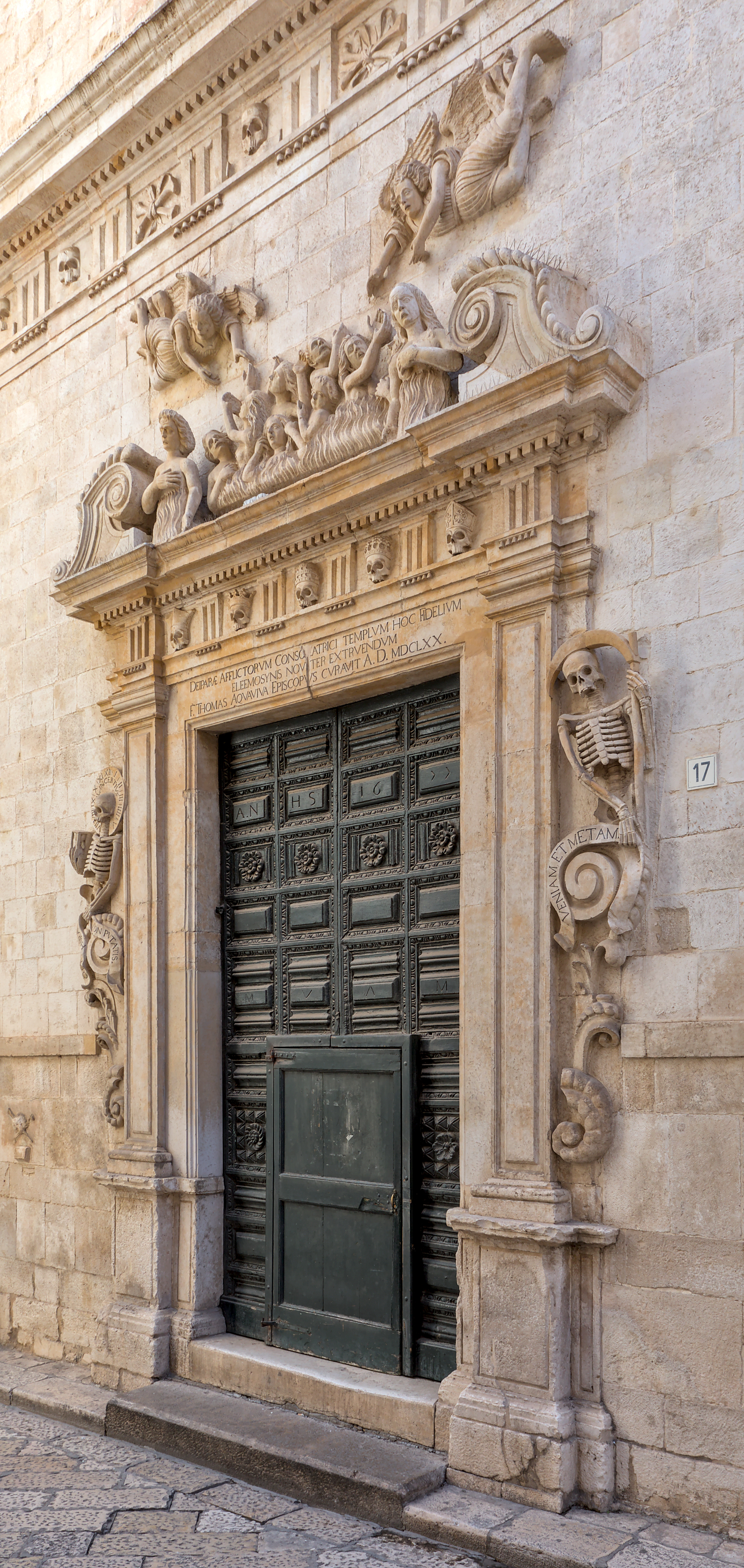
Portale della chiesa del Purgatorio

Chiesa del PurgatorioLa costruzione ebbe inizio nel 1670 su disegno di Michelangelo Costantino, architetto anche del mausoleo Carafa in Cattedrale, e fu consacrata nel 1688 dal vescovo Massarenghi. Il portale presenta linee architettoniche che si adattano alla facciata. Le lesene e il timpano del portale sono ornate da figure scheletriche e anime penitenti, come voluto dalle regole della Controriforma. L'interno della chiesa è a un'unica navata delimitata da arcate. L'edificio conserva un reliquiario risalente al XVII secolo, alcune tele e un'effigie della Madonna. La chiesa è sede dell'Arciconfraternita di Santa Maria del Suffragio e custodisce i simulacri della Madonna Addolorata e del Cristo morto, esposti durante la Settimana Santa.

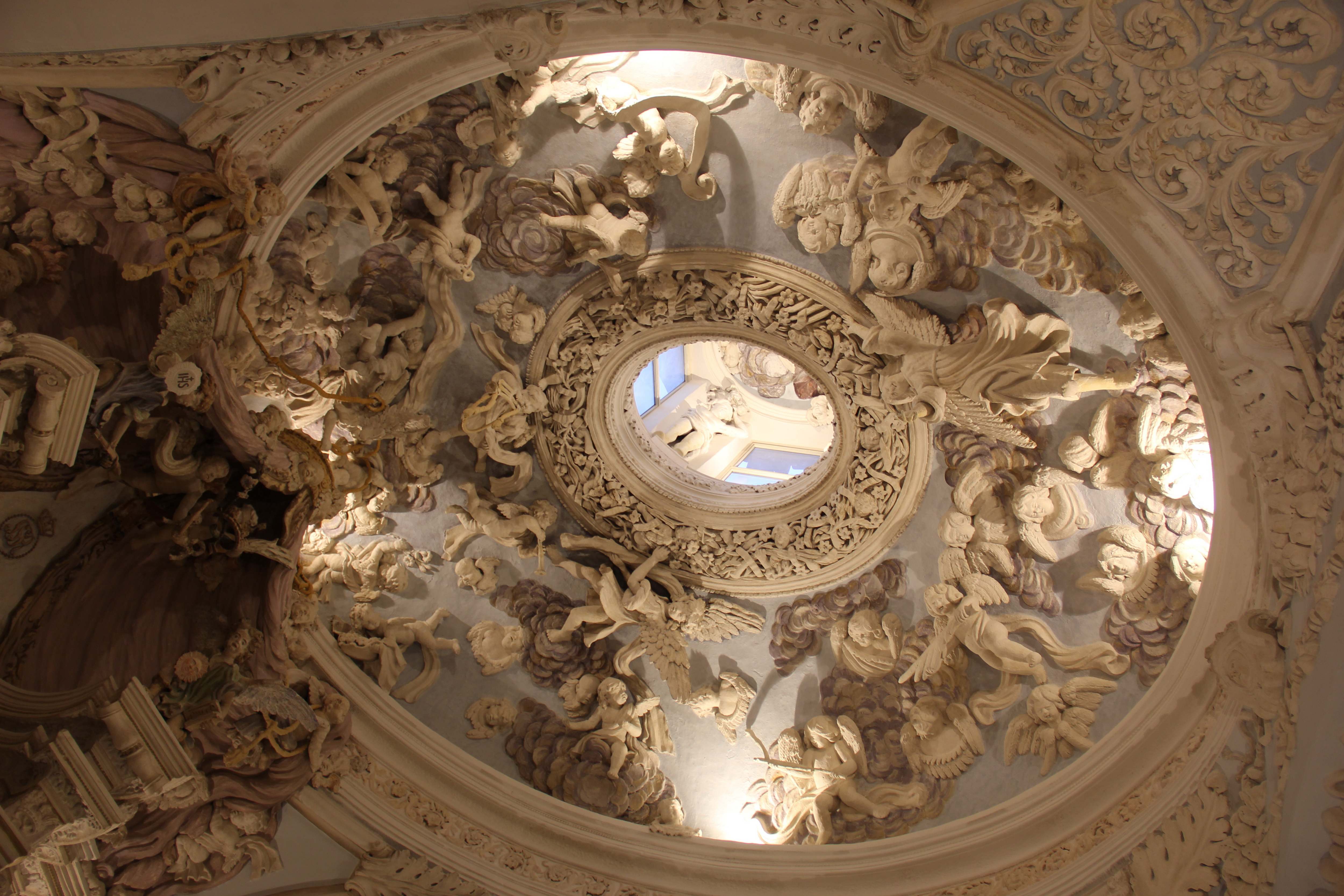
La volta della cappella dei Misteri nella chiesa di San Domenico

Chiesa di San DomenicoFu costruita, insieme al convento, per volere dei Domenicani nel 1258, quando acquisirono un piccolo chiostro che comprendeva anche una chiesa dedicata a San Nicola. La chiesa venne consacrata nel 1302 ed è formata da tre campate che sorreggono altrettante cupole emisferiche. La terza campata fu allargata nel corso del XVIII secolo trasformando la pianta della chiesa a croce latina. Così si sono realizzate due cappelle: una chiamata cappella dei Misteri, dove sono collocate le statue, realizzate nel XVII secolo, che sfilano durante la processione del venerdì Santo, l'altra dedicata a San Domenico. Nel 1809 la chiesa fu requisita e divenne sede comunale fino al 1934.

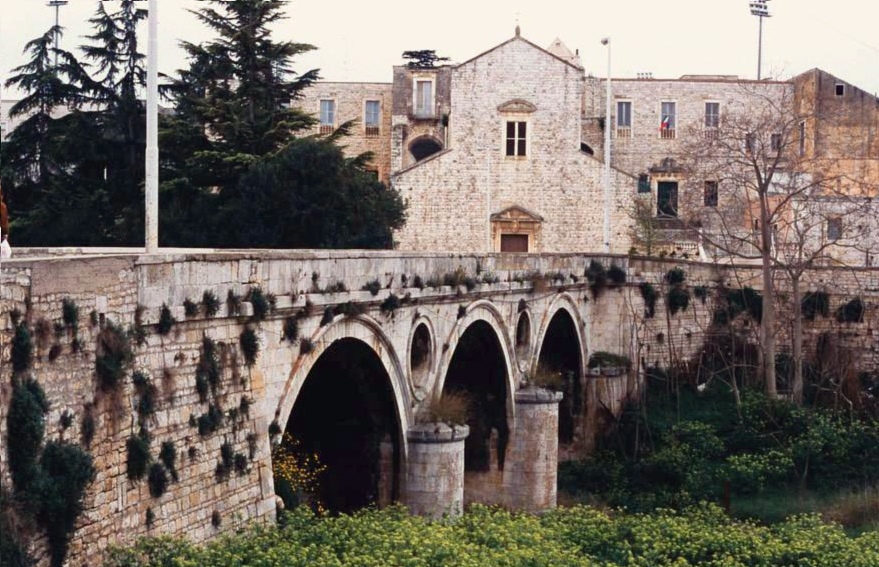
La chiesa di Santa Teresa col ponte omonimo

Chiesa di Santa Maria del PopoloConosciuta anche come Santa Teresa poiché nel 1702 fu concessa ai teresiani. Costruita nel 1601, alla severa facciata, che riprende i modelli del romanico pugliese, fa da contraltare l'interno fastosamente decorato con stucchi, marmi, cornici e festoni. Dell'adiacente monastero settecentesco è notevole il ricco portale. Il monastero è sede del Liceo Classico e Linguistico "Carmine Sylos".
Abbazia di San LeoneI primi documenti che affermano l'esistenza della fondazione benedettina risalgono al 1148, mentre al 1197 risale il primo documento che attesta la presenza di una fiera annuale: la fiera di San Leone che, nel corso del tempo, ha acquisito una certa fama, tanto da essere citata nel Decameron di Boccaccio. Con il passare del tempo l'abbazia acquisì sempre maggiore importanza e Ferdinando I nel 1494 la sopraelevò a Badia Regale, donandogli, tra l'altro il feudo di torre quadra, sulla murgia bitontina. Passò successivamente ai cistercensi e agli olivetani. Il chiostro di cui è dotata è del 1524 e risalta lo stile rinascimentale, con colonne di gusto veneto-dalmata. Restaurata nei primi anni del Novecento, conserva anche un coro affrescato.

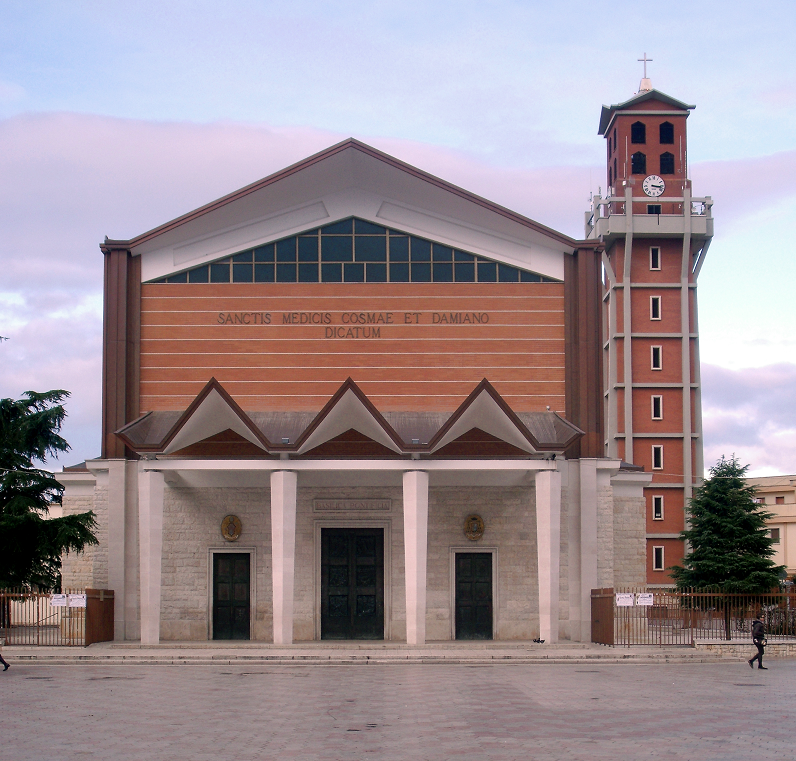
La facciata della basilica dei Santi Medici col campanile

Basilica dei Santi MediciFu edificata a partire dal 1960 secondo il progetto dell'architetto bitontino Antonio Scivittaro, professore di Architettura all'Università di Napoli. Fu consacrata dal vescovo di Bitonto Aurelio Marena nel 1973, e il 4 aprile 1975 venne elevata a basilica minore da papa Paolo VI. Vi sono contenute le statue e le reliquie dei santi Medici Cosma e Damiano, attestate a Bitonto sin dal XVI secolo e in precedenza ospitate presso la chiesa di San Giorgio, divenuta insufficiente ad accogliere i numerosi pellegrini. La facciata presenta tre portali di cui il centrale, più grande, in bronzo, e conserva un organo monumentale con 5 000 canne. Sul cortile retrostante si erge il campanile, alto 50 m.
Chiese rupestriNumerose sono le chiese situate nell'agro bitontino. Tra queste spicca una chiesa dedicata alla Madonna di Costantinopoli, e situata in direzione di Modugno. È formata da un ambiente unico voltato a crociera con tre finestre, la più grande delle quali è stata aggiunta in seguito insieme a una porta accanto al semplice portale.
Di notevole interesse era la chiesa di Sant'Aneta dell'XI secolo, situata in direzione di Molfetta e oggi completamente rasa al suolo. Era dotata di un'abside e aveva una pianta a croce greca.
Sempre in direzione di Molfetta si trova la chiesa di Santa Croce, databile tra X e XI secolo, a pianta rettangolare con cupola quadrangolare e l'interno divisa in nicchie affrescate. La feritoia dell'abside assicura l'illuminazione interna.
L'esempio più importante dell'architettura rupestre a Bitonto è dato dalla chiesa dell'Annunziata, in direzione di Palese e oggi in territorio di Bari (ma di proprietà del comune di Bitonto). La chiesa risale forse al X secolo, ha una pianta quadrata e un altare settecentesco. L'ambiente interno è interamente affrescato, probabilmente a seguito di una sua ricostruzione nel 1585.

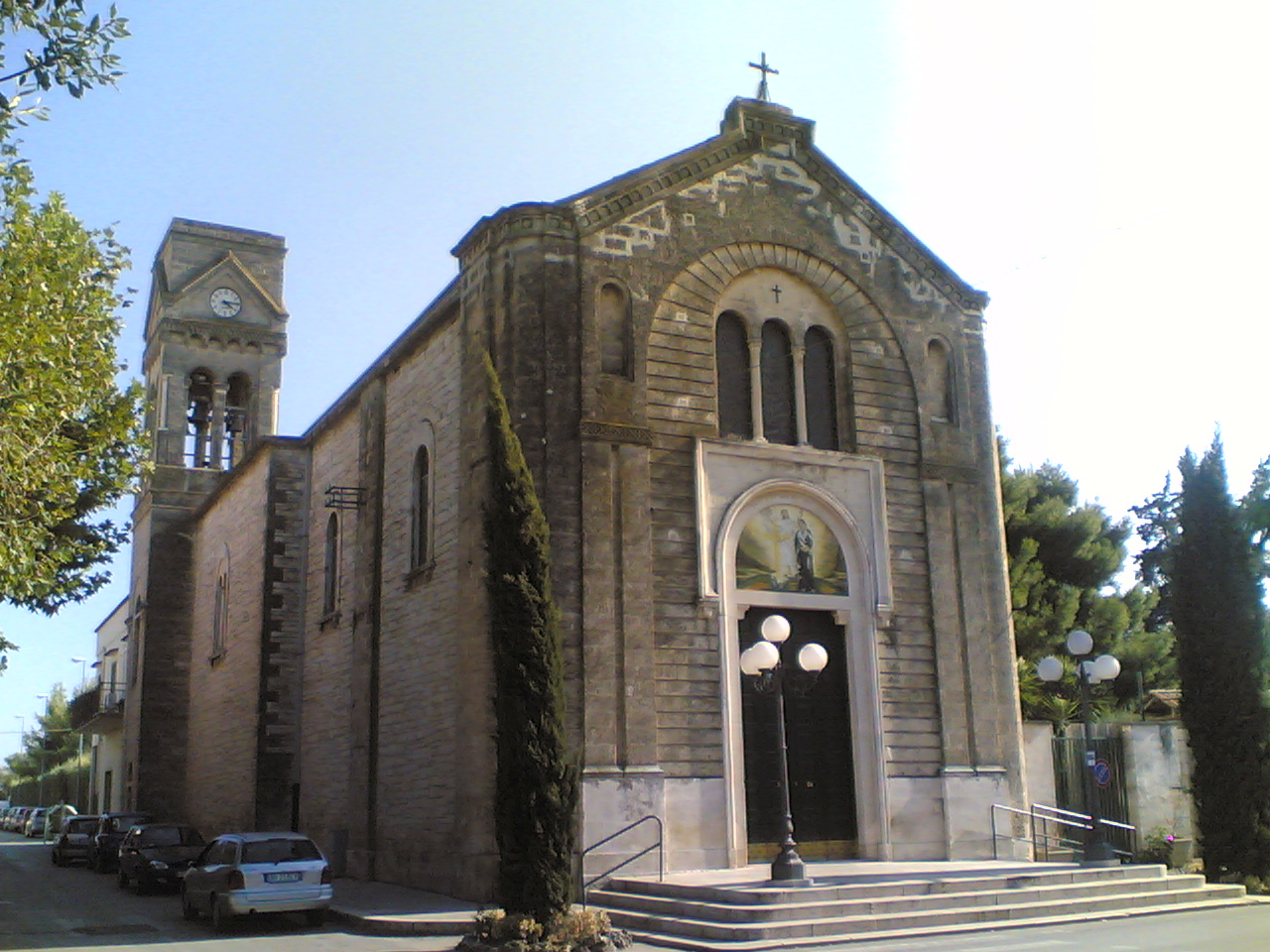
La chiesa di Maria Santissima Addolorata nella frazione di Mariotto

#### Altre chiese e luoghi sacri
- Chiesa di Santa Caterina d'Alessandria;
- Chiesa di San Silvestro I Papa;
- Chiesa di San Leucio Vecchia;
- Chiesa di San Francesco da Paola;
- Chiesa di San Giovanni Evangelista;
- Chiesa di Santa Maria la Porta;
- Chiesa di Maria Santissima Madre della Chiesa e Consolatrice degli afflitti o di Sant'Andrea Apostolo;
- Chiesa di San Luca Evangelista;
- Chiesa di San Giorgio Martire;
- Chiesa di Santa Maria delle Marteri;
- Chiesa di Santa Maria delle Vergini;
- Chiesa di Sant'Egidio Abate o di Sant'Agostino;
- Chiesa di San Pietro in Vincoli;
- Chiesa di San Pietro Nuovo;
- Chiesa di Santa Maria Annunziata;
- Chiesa di Santa Lucia;
- Chiesa di San Paolo;
- Chiesa di Santa Maria del Monte Carmelo;
- Chiesa di Santa Maria della Chinisa o di Cristo Re Universale;
- Chiesa di San Vincenzo de Paoli;
- Chiesa del Santissimo Sacramento;
- Chiesa del Sacro Cuore di Gesù;
- Chiesa dei Santi Martiri di Abitene;
- Chiesa di San Leucio Nuovo;
- Chiesa di Santa Maria delle Grazie;
- Chiesa di Maria SS. Immacolata (frazione di Palombaio);
- Chiesa di Maria SS. Addolorata (frazione di Mariotto);
- Cappella di San Matteo Evangelista;
- Cappella di San Gennaro;
- Cappella di San Vito Martire;
- Cappella di Maria SS. di Costantinopoli;
- Cappella di San Rocco;
- Cappella di San Michele Arcangelo;
- Cappella del Crocifisso;
- Cappella di Maria SS. del Carmine;
- Cappella e Sedile di Sant'Anna.
- Convento dei Frati Cappuccini;
- Convento dei Frati Conventuali di Santa Maria Maddalena;
- Convento degli Olivetani;
- Convento dei Paolotti;
- Convento dei Carmelitani Scalzi;
- Convento degli Agostiniani;
- Convento dei Teatini;
- Convento dei Domenicani;
- Convento delle Teresiane;
- Convento delle Figlie della carità di San Vincenzo de' Paoli;
- Convento e Istituto scolastico del Sacro Cuore di Gesù.
- Monastero Benedettino di Santa Lucia;
- Monastero Benedettino di Santa Maria delle Vergini;
- Ospitale degli Alcantarini;
- Palazzo Vescovile;
- Seminario Vescovile (oggi museo diocesano);
- Sala delle Assemblee, punto di riferimento dei testimoni di Geova, è la più grande sala del Regno della regione.

### Architetture civili

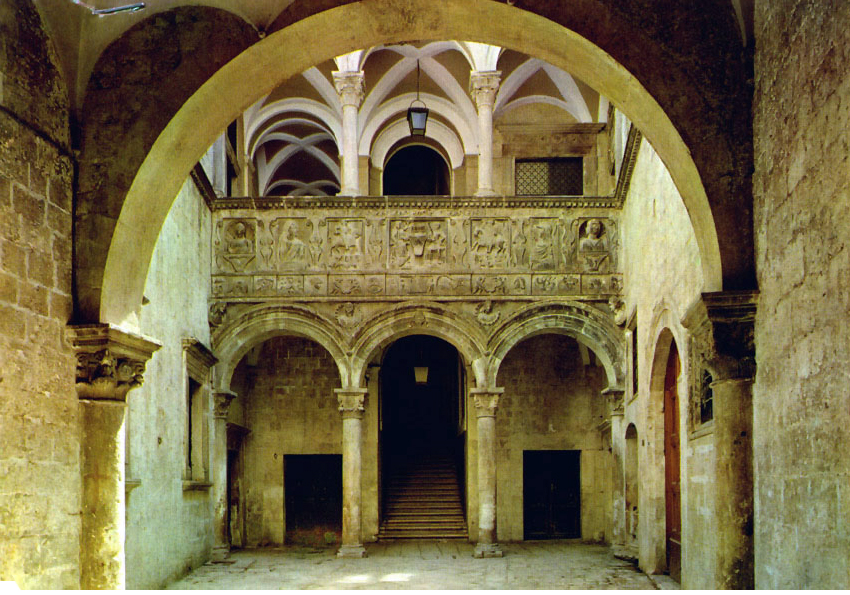
Cortile del Palazzo Sylos-Vulpano

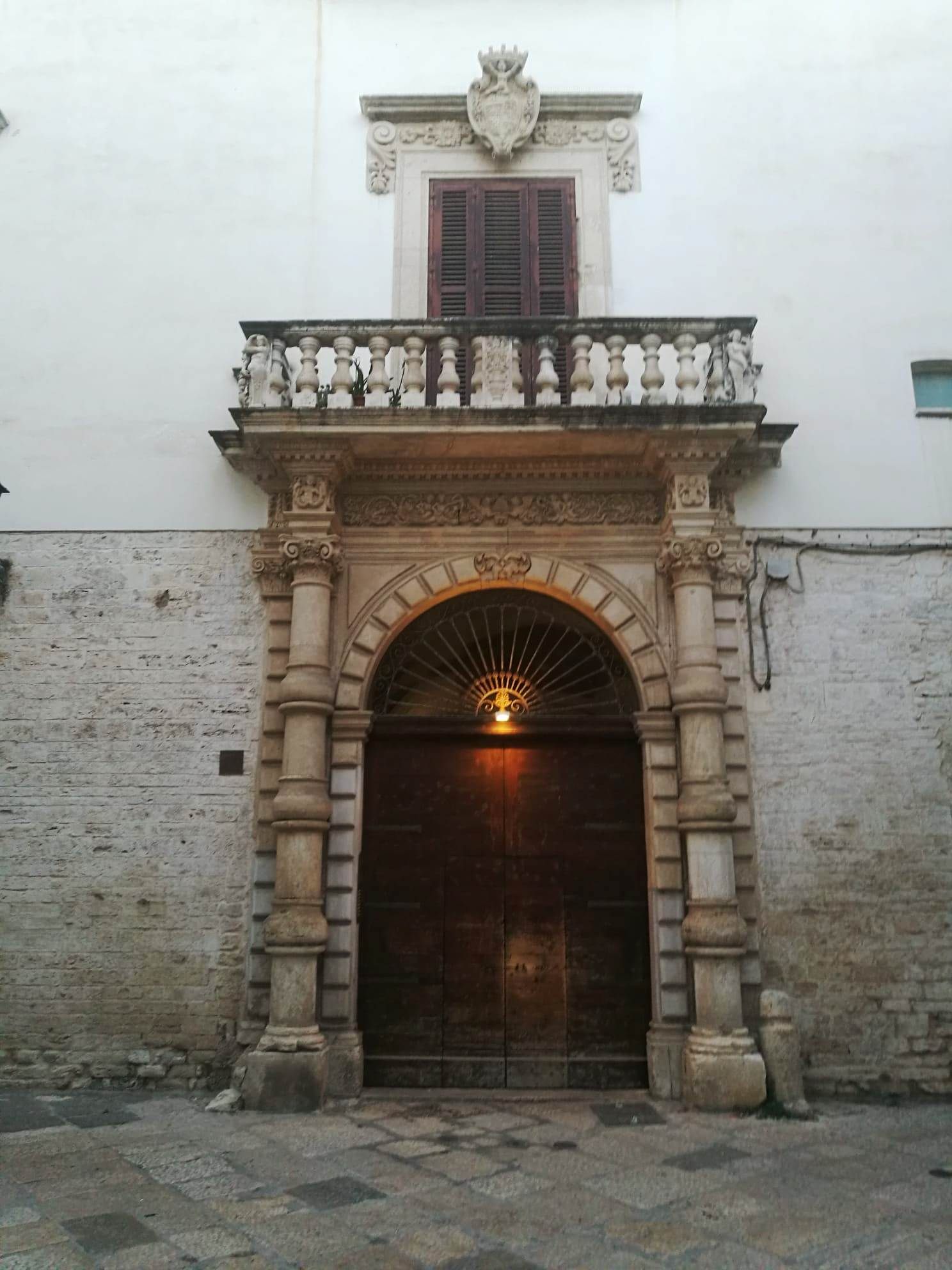
Portale del Palazzo Sylos-Sersale

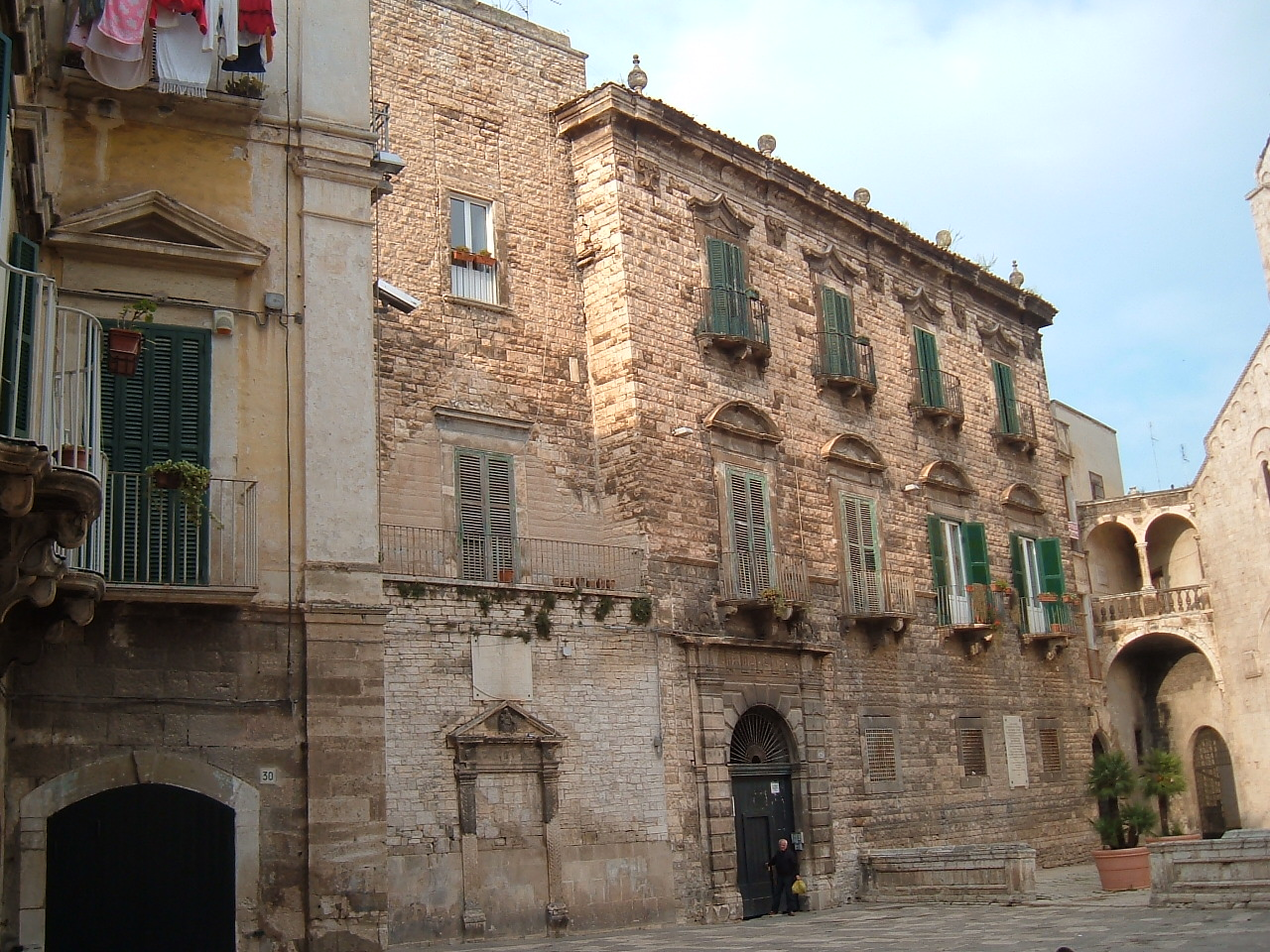
Facciata del palazzo De Lerma

Palazzo Vulpano-SylosMonumento nazionale, fu costruito nella seconda metà del Quattrocento per volere di Giovanni Vulpano, riutilizzando forse una torre medievale del XII secolo. Oltre il portale con elementi tardo-gotici aragonesi, si apre un cortile che riprende lo stile rinascimentale napoletano dove, nel fregio, diversi personaggi del casato sono raffigurati insieme a condottieri e imperatori romani. Allo stemma della famiglia Vulpano si aggiunse quello della famiglia Sylos, quando con l'estinzione della prima questa divenne proprietaria del palazzo.

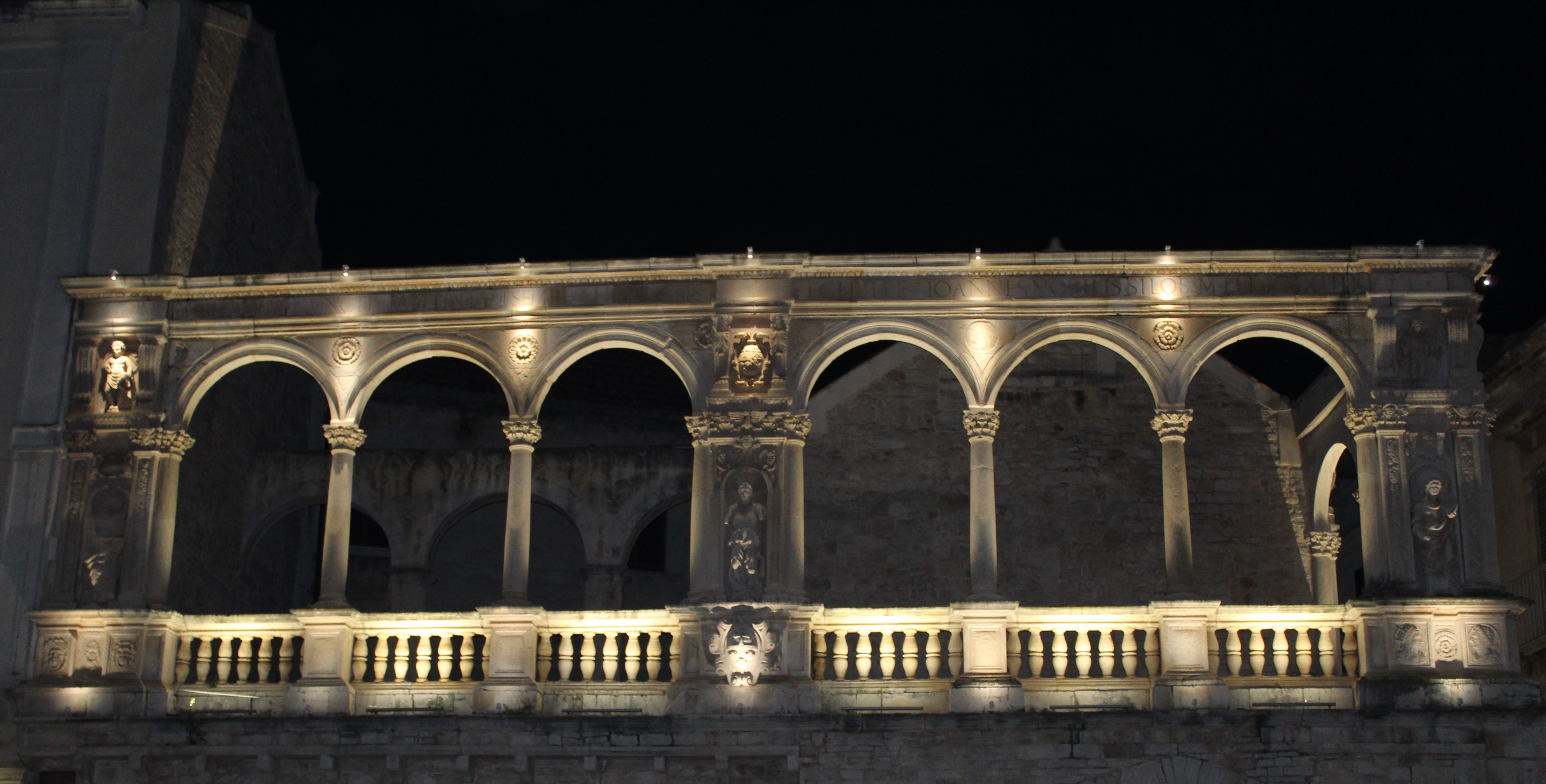
Loggiato illuminato del palazzo Sylos-Calò

Palazzo Sylos-CalòEdificato tra il 1529 e il 1583 da Giovanni Alfonso Sylos, in stile tardo-rinascimentale. La residenza nobiliare ha una facciata irregolare sulla quale si apre un portale inquadrato da lesene e con due effigi imperiali sotto il cornicione. Il loggiato, realizzato su due livelli, è una pregevole espressione del Rinascimento pugliese. Il porticato si erge su otto colonne; l'androne è coperto da volte ribassate con lunette e presenta colonne lisce con capitelli corinzi, ripresi dal rinascimento fiorentino. Dal 2009 l'edificio ospita la Galleria nazionale della Puglia, che custodisce una ricca collezione di dipinti di arte moderna donata allo Stato da Girolamo e Rosaria De Vanna.

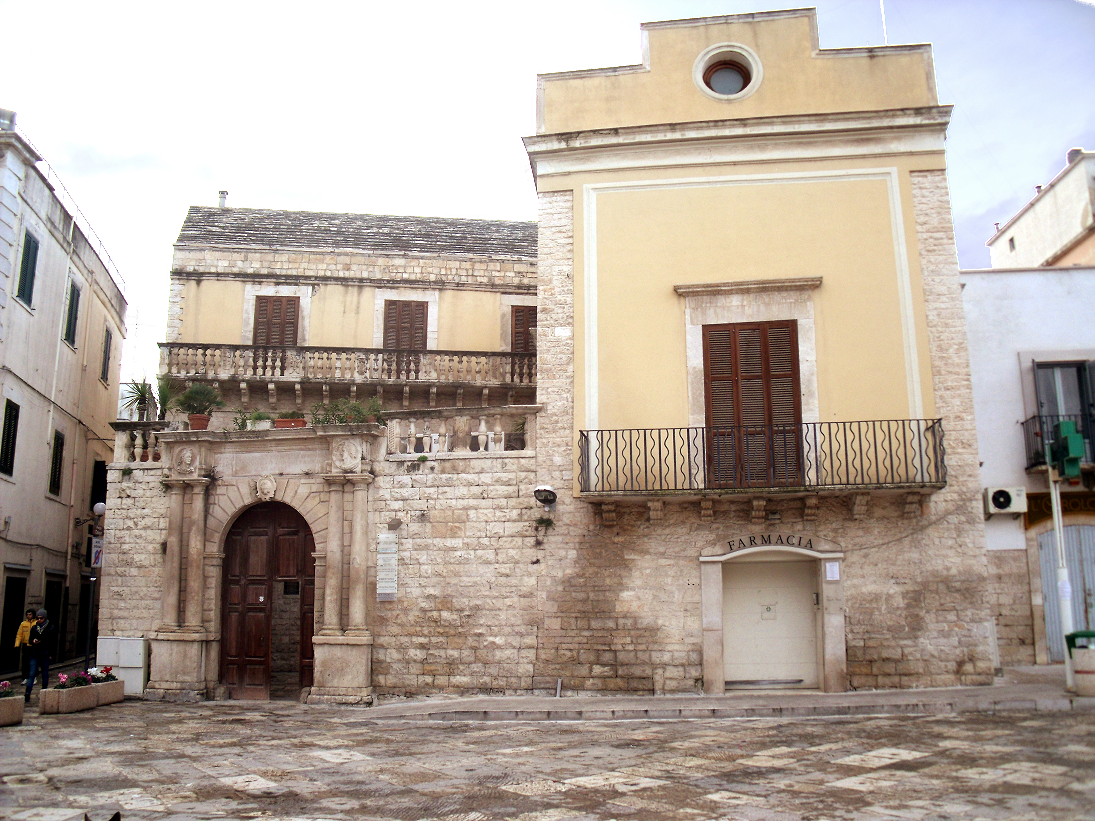
facciata del palazzo De Ferraris-Regna

Palazzo De Ferraris-RegnaIl nucleo originario risale al XIV secolo e fu realizzato dai De Ferraris, nobile famiglia genovese che si stanziò nel XIV secolo a Bitonto. Tra il 1586 e il 1639 fu ricostruito per volere della famiglia Regna (giunta a Bitonto nel XIII secolo con Paolo Regna, preso in ostaggio a Milano da Federico II). Il palazzo presenta un portale con colonne di ordine dorico poggianti su un semplice basamento. I loggiati interni sono realizzati in epoche diverse: il primo piano e il cortile risalgono al XIV secolo, mentre il piano superiore è più recente. Le finestre sono state trasformate in seguito in balconi. Il portale è in stile tardorinascimentale, con la data (1586) incisa sul portale stesso.
Palazzo Sylos-SersaleLa costruzione del palazzo ha inizio dopo il matrimonio tra i nobili Alfonso Sylos e Isabella Sersale nel 1574. Il palazzo ha un impianto sobrio ma presenta elementi decorativi di gusto barocco. In particolare il portale è fiancheggiato da colonne ornate da sagome cilindriche lungo il fusto. Le colonne, insieme con una trabeazione riccamente decorata, sorreggono un balcone dalle balaustre in pietra. La ricca cornice del finestrone è interrotta dallo stemma di famiglia che raggruppa elementi degli stemmi dei Vulpano, Sylos e Labini. Il vestibolo, voltato a botte, è composto da un cortile e una loggia a tre campate.
Palazzo De LermaFu fatto costruire accanto alla concattedrale, in un'area precedentemente inclusa nelle proprietà del vescovo nel XVI secolo, da Girolamo De Lerma, duca di Castelmezzano e appartenente a una famiglia giunta in Italia dalla Spagna verso il 1500. Sulla sua destra preesisteva la chiesetta della Santa Maria della Misericordia, della quale si conserva il portale principale (risalente al 1586) con, sulla parte superiore, il bassorilievo di una pietà. Il palazzo è coronato da un ricco cornicione ed è in stile rinascimentale anche se successivamente vi furono delle trasformazioni e delle aggiunte in stile barocco, cui seguì l'aggiunta dei balconi nel XVIII secolo. La facciata del palazzo è prospiciente con il sagrato della concattedrale e tra di essi vi è una loggia cinquecentesca chiamata loggia delle benedizioni. Essa è realizzata in stile rinascimentale ed è posizionata ad angolo.

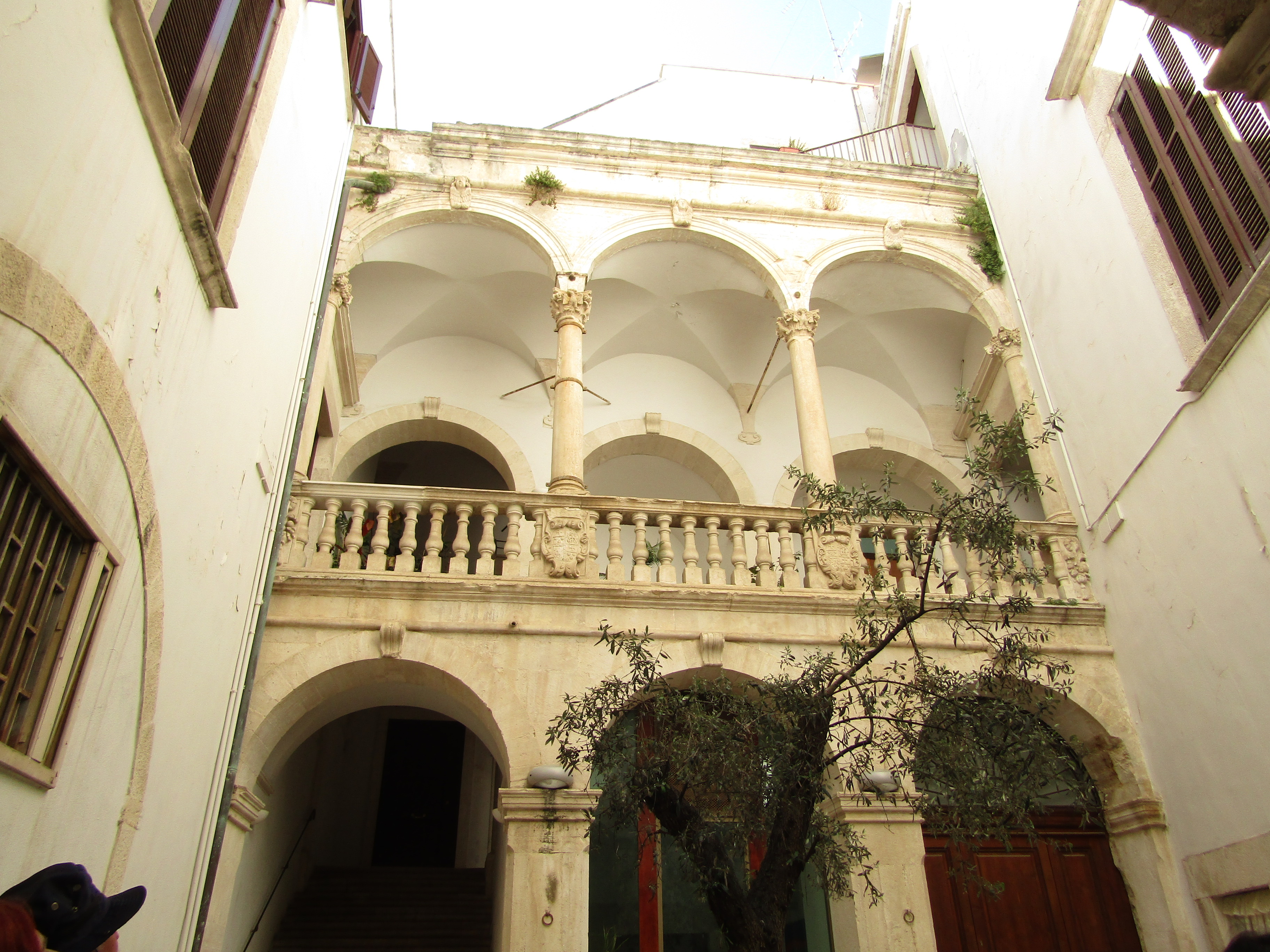
Loggiato di palazzo Giannone-Alitti

Altri palazzi
- Palazzo Cioffrese;
- Palazzo Luise;
- Palazzo Rogadeo;
- Palazzo Bove;
- Palazzo Albuquerque;
- Palazzo Barone-Gentile-Sisto;
- Palazzo Pannone-Ferrara;
- Palazzo Santorelli;
- Palazzo Planelli-Sylos;
- Palazzo Bove-Planelli;
- Palazzo Giannone-Alitti;
- Casa Martucci-Zecca;
- Casa Grottola.

Villa SylosDetta comunemente La Contessa, si sviluppa su più livelli. L'ingresso della villa è preceduto da un portale il cui interno è voltato a botte ribassata. Un selciato attraversa il portale fino all'ingresso della villa, formato da due stipiti e architrave con cornice su cui vi è lo stemma della famiglia Sylos-Labini. A destra, in serie, si aprono tre finestre. La facciata laterale sinistra è formata da una finestra e un accesso simili quelli della facciata d'ingresso. La facciata retrostante è identica a quella anteriore. La porta, sulla sinistra, è, però, dotata di un portico a cinque campate, chiuso alla parte esterna. La facciata destra è dotata di sei finestre: quattro piccole e due più grandi. Nell'area recintata della villa si trova la torre di Cesare, risalente al XV secolo, a cui è addossato un portico a una campata con volta a crociera. Infine, un viale porta alla chiesetta di San Tommaso realizzata in pianta quadrata e coperta da volta a crociera. La villa diventò bene demaniale nel 1975, e dal 1978 giace in completo stato di abbandono, anche se è previsto un recupero.
Altre ville
- Villa Ferrara;
- Villa Rogadeo;
- Villa Buquicchio;
- Villa Chiddo.

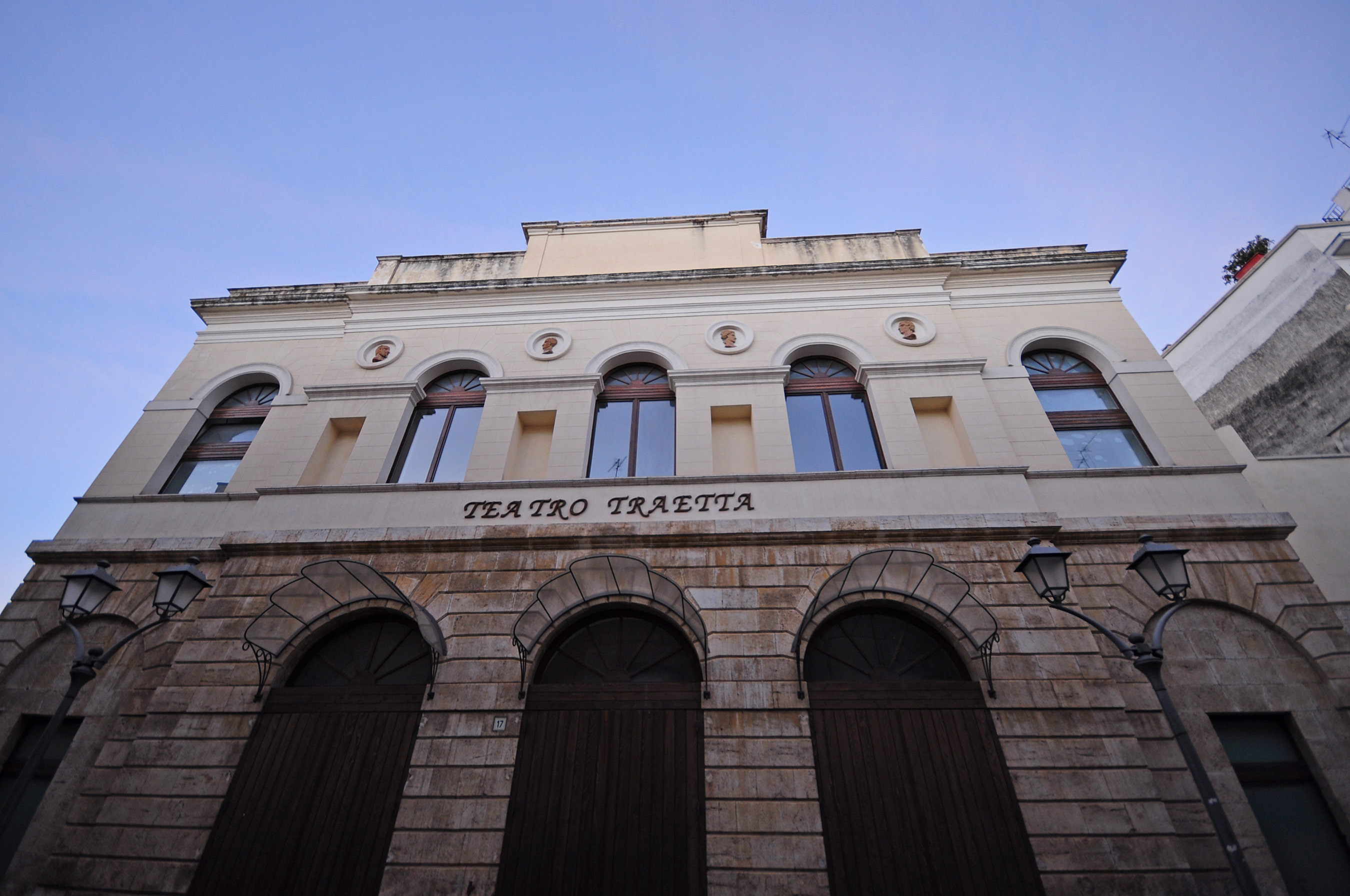
La facciata del teatro

Teatro TraettaÈ situato ai margini del centro storico cittadino proprio a ridosso delle mura urbiche. La facciata è divisa sostanzialmente in due parti, quella inferiore è in pietra, mentre la superiore è in intonaco. Nonostante le ridotte dimensioni ripropone la forma del teatro all'italiana e contiene tre ordini di palchi, un loggione, la galleria, una platea e un ampio palcoscenico. Una prima proposta di costruzione di un teatro che fosse aperto al pubblico, e quindi comunale, fu lanciata nel 1820, ma fallì. Tuttavia, a partire dal 1835, un teatro nuovo per la città fu costruito per volere di ventuno famiglie nobili di Bitonto, che desideravano un «teatro comodo e ben disposto pel sollazzo del pubblico», e fu inaugurato nel 1838 con la messa in scena dell'opera Parisina di Gaetano Donizetti. Si trattava del primo teatro stabile della provincia di Bari. Acquisito al patrimonio comunale nel 1989 e riaperto nel 2005, dopo un cinquantennio di chiusura, è stato intitolato nell'occasione al musicista bitontino Tommaso Traetta.

### Architetture militari

#### Mura e porte

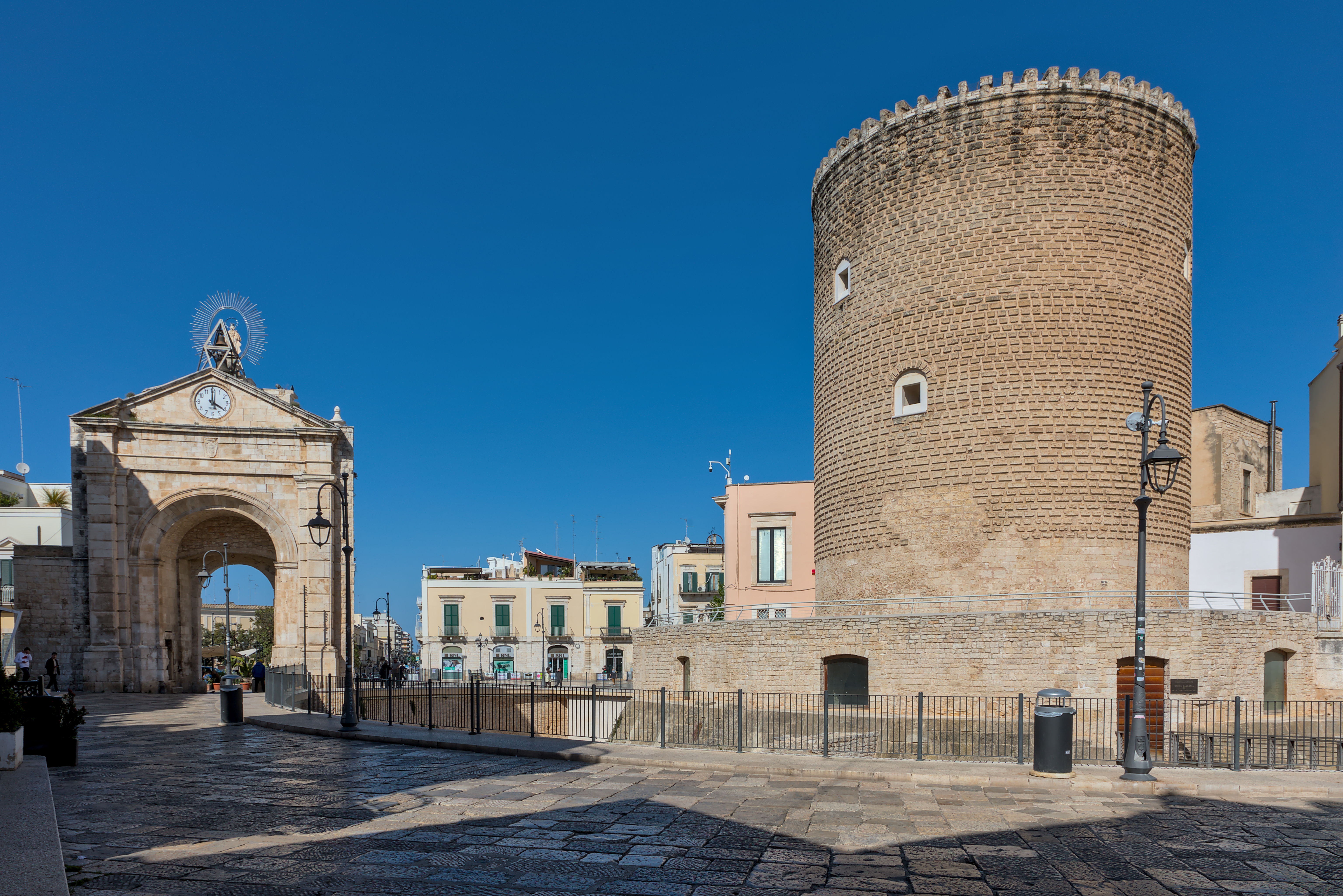
Il torrione angioino col fossato e la facciata posteriore di porta Baresana

La fortificazione della città visibile nel XXI secolo risale al periodo normanno. Tra l'XI e il XII secolo infatti, si ha la costruzione di gran parte del tratto murario che costeggia il centro storico, per una lunghezza di circa 2000 m, nonché delle torri a base quadrata e di cinque porte: Nova, Pendile, Robustina, La Maja e Baresana. Lo storico bitontino della prima metà del XX secolo Luigi Sylos, sulla base di suoi accurati studi e ricerche affermò che le ultime quattro delle porte appena elencate furono edificate già in epoca romana.

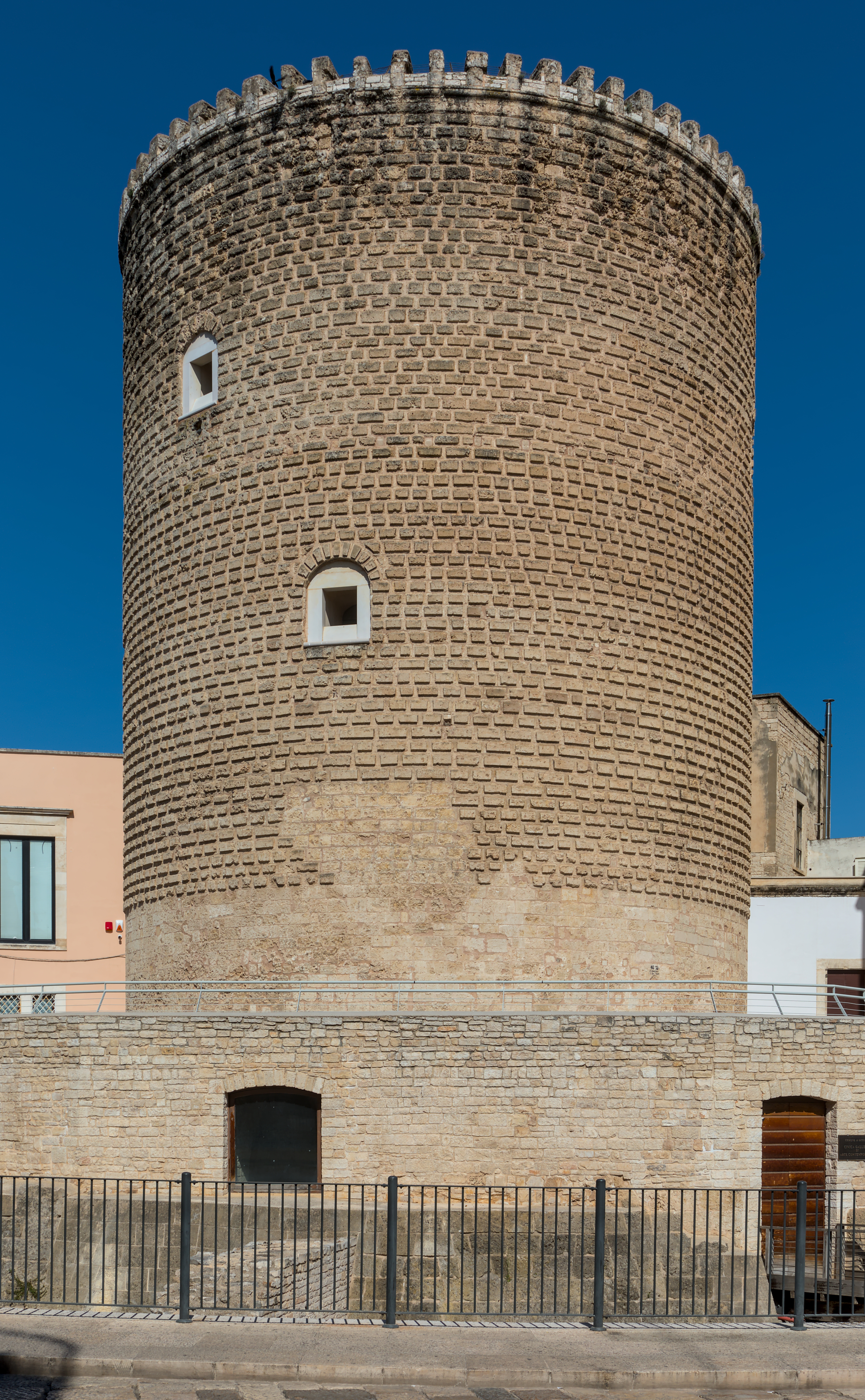
Torrione angioino

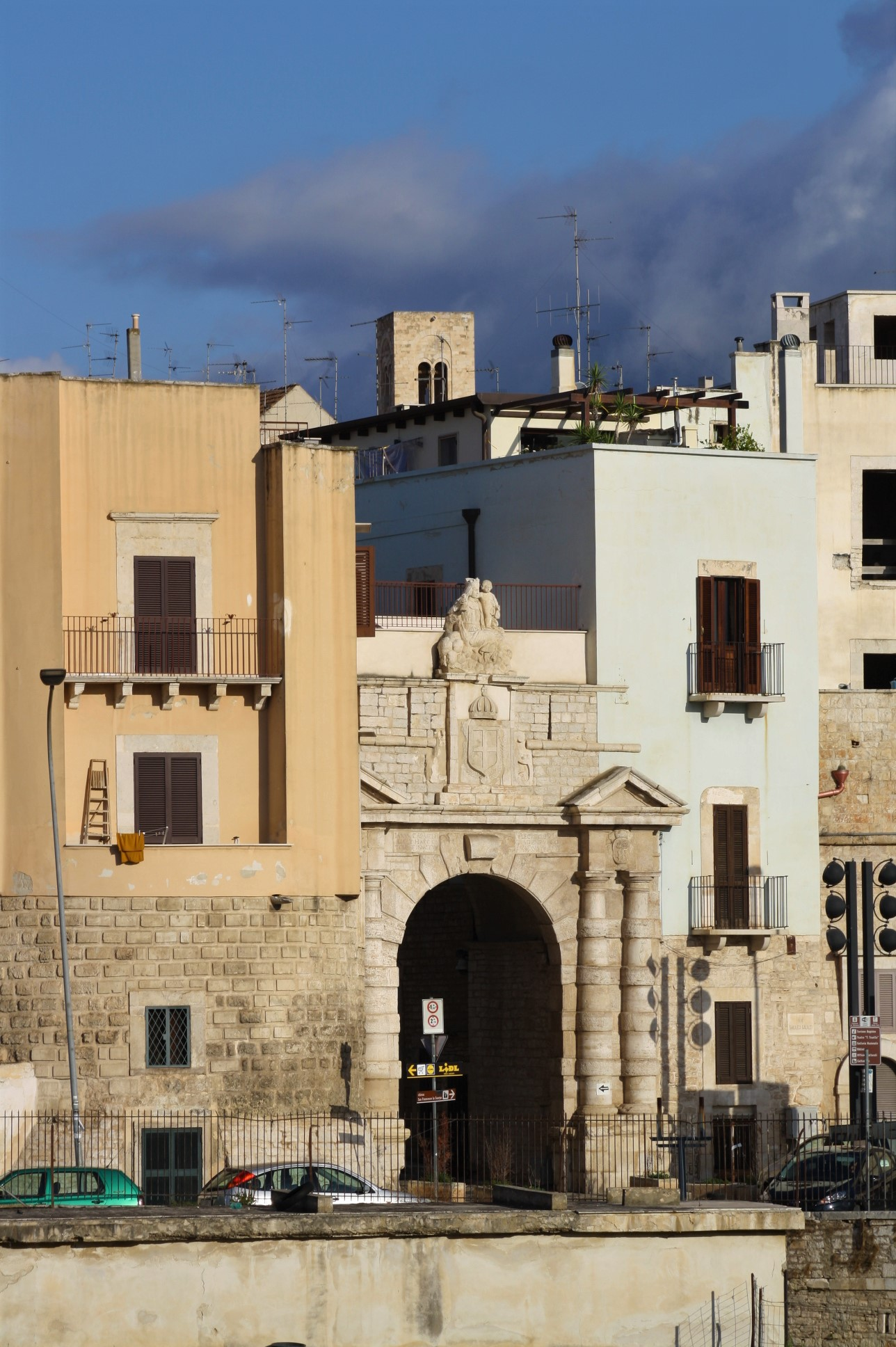
Porta del Carmine

Durante il periodo angioino la difesa della città non fu trascurata; furono, infatti, innalzate le torri cilindriche, tra cui il torrione, la torre più imponente e più resistente, e restaurate porta Pendile e porta Robustina. Tra il XV e XVII secolo, furono attuati dei restauri e reintegrazioni che interessarono soprattutto il tratto tra Porta La Maja, piazza Castello e Vico Goldoni, cosa che comportò un avanzamento di tale tratto rispetto al vecchio allineamento normanno. Fu realizzato il Trione, cioè un torrione, posto sull'estremo orientale della città antica, laddove probabilmente sorgeva una torre più vecchia. Oggi delle mura, rimangono lunghi tratti che delimitano la parte meridionale del centro storico mentre della parte settentrionale rimane ben poco. Delle cinque porte originarie rimangono solo porta La Maja e porta Baresana, mentre molte torri, sia angioine che normanne, sono ancora esistenti.
Torrione angioinoÈ un torrione cilindrico la cui committenza è attribuita a Giovanni I Ventimiglia e Marino Correale a metà del XV secolo per la presenza di alcuni stemmi presenti nei capitelli delle colonnine reggicamino, la morfologia, gli accorgimenti ossidionali, la struttura architettonica, la scansione delle volte distribuite su 3 piani e soprattutto per la comparazione con altri edifici coevi, quali il torrione di San Mauro Forte e il torrione di Minervino Murge, realizzati negli stessi anni. Faceva parte di una piazzaforte con ventotto torri e cortine. Fu utilizzata come torre di avvistamento e di difesa, e i suoi sotterranei furono adibiti a luogo di detenzione. Ha un'altezza che supera i 24 m, e un diametro di circa 16. È dotata di mura spesse quasi 5 m che rendono la torre molto resistente. È realizzata in bugnato e termina con una merlatura. Alla base il torrione è inanellato dalle casematte che, in basso, terminano con uno zoccolo a stella che segna il perimetro interno del fossato, profondo oltre 4 m. L'interno è composto da tre ambienti poveri. Quella del piano terra e l'ultimo sono di pianta circolare e hanno copertura a volta semisferica. Il piano mediano ha invece pianta ottagonale ed è coperta da una volta a crociera. Il torrione dal 2009 è sede di una galleria d'arte contemporanea allestita nelle casematte, grazie a un intervento di riqualificazione che ha anche riportato alla luce il fossato.
Porta BaresanaFu costruita presumibilmente nel XVI secolo. Tuttavia un secolo più tardi fu ricostruita in seguito a un danneggiamento. La facciata anteriore mostra uno stile rinascimentale con l'accesso costituito da un arco a tutto sesto e affiancato da paraste terminanti in un architrave. Su questo è stata aggiunta la copia di una predella policroma, un dipinto rappresentante i santi protettori della città. Più in alto la facciata reca uno stemma dei Savoia che sostituisce lo stemma della città aggiunto nel 1551 in occasione del riscatto della città dal feudatario. La parte superiore della facciata anteriore è costituita dal vano dell'orologio, aggiunto nel Novecento. Sul vano dell'orologio si erge una statua dell'Immacolata, che nasconde la campana dell'orologio. La facciata retrostante presenta un fornice a ghiera affiancato da paraste in bugnato, similmente alla facciata esterna ma con degli zoccoli di basamento più alti. Sull'architrave, che presenta lo stemma della città si erge il timpano in cui è situato, nel mezzo, il secondo quadrante dell'orologio.
Porta La MajaÈ detta anche "del Carmine" (la stessa porta reca l'iscrizione IANUA CARMELI) e sostituisce una porta di età romana. Fino alla prima metà del Seicento la porta era costituita da un semplice ambiente chiuso da una volta a botte acuta, esattamente come appare dalla facciata interna. Dal 1677 la facciata esterna viene inglobata in un ricco paramento così come appare oggi. Si tratta di una coppia di colonne binate a fasce orizzontali, poggianti su piedritti e terminanti con capitelli tuscanici, che sorreggono due trabeazioni da cui si innalzano i rispettivi timpani. Nell'ambiente superiore è uno stemma dei Savoia e una statua della Madonna del Carmine. Una cornice unifica l'ambiente sovrastante al resto della struttura. Fiancheggiano la porta una torre normanna rettangolare, sulla destra, e una torre angioina cilindrica, sulla sinistra. Il riferimento al Carmine deriva anche dal fatto che si trovasse in prossimità del convento dei Carmelitani (ora l'immobile ospita l'orfanotriofio provinciale femminile Maria Cristina di Savoia).

#### Torri di campagna
Oltre alle torri che costellano la cinta muraria della città, sono presenti, nell'agro bitontino, diverse torri di campagna, realizzate soprattutto per scopi difensivi:
- Torre Santa Croce fu addossata alla chiesa omonima nel XV secolo;
- Torre Spoto, è situata nelle vicinanze della strada che porta a Ruvo di Puglia. È realizzata su tre livelli, i primi due coperti da volte a botte, mentre il terzo livello è privo di copertura. Questa torre è stata il quartier generale di Montemar e delle sue truppe durante la battaglia di Bitonto;
- Torre D'Agera, del XV secolo[103]; è situata in direzione di Giovinazzo e apparteneva alla nobile famiglia degli Agera. Fortemente degradata, si estende su due livelli e conserva una bifora;
- Torre Pingiello, fu innalzata probabilmente agli inizi del 1700. Nei pressi della torre sono stati rinvenuti frammenti ceramici databili al V secolo a.C.[104];
- Torre Carriere, appartenente a una famiglia proveniente dal Veneto, risale invece al 1621, come riporta l'architrave dell'ingresso;
- Situata a ridosso della lama è la torre Pozzo Cupo del XVI secolo;
- Torre Morea, si trova sulla strada che portava a Silvium (Gravina di Puglia). Fu realizzata nel XVI secolo, si eleva su due piani ed è adornata all'ingresso da una nicchia un tempo affrescata;
- Torre Ranocchio, datata ai primi anni del XVI secolo; si erge su due piani ed è situata in direzione di Palo del Colle.

### Obelischi

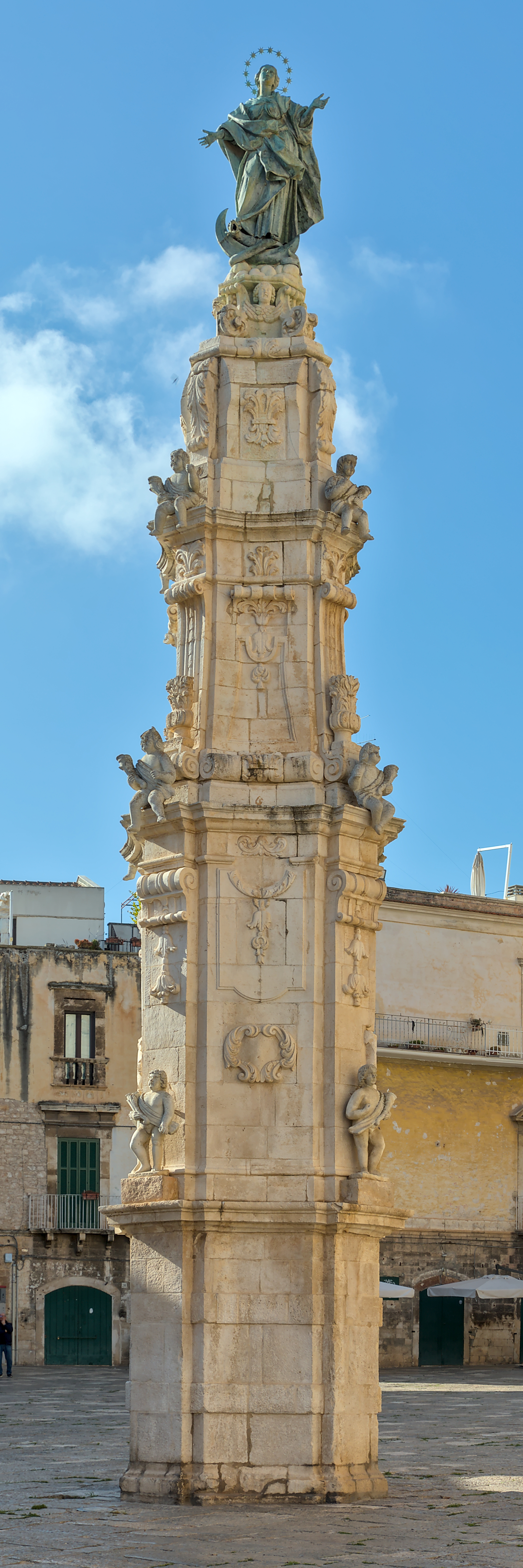
La guglia dell'Immacolata.

Guglia dell'immacolataLa guglia o gloria dell'Immacolata è un piccolo obelisco barocco situato su piazza Cattedrale. Fu realizzata in seguito a una scossa di terremoto avvenuta nel 1731. La scossa provocò diversi danni nei dintorni mentre Bitonto rimase intatta. Tale evente fu ritenuto miracoloso e accrebbe la devozione per l'Immacolata, in memoria della quale fu realizzato questo obelisco. La guglia fu commissionata dalla famiglia Calamita. A base quadrangolare con gli angoli smussati si eleva per quattro ordini, l'uno più piccolo dell'altro, in cui sono interposte tre cornici. Su di essi insistono dei putti seduti o in piedi con cartegloria e lampade. In cima svetta la statua bronzea dell'Immacolata.
Obelisco CarolinoSi trova su piazza XXVI Maggio 1734, fu costruito su ordine di Carlo III di Borbone nel 1741, in ricordo della battaglia che gli assicurò il Regno delle Due Sicilie. L'obelisco fu progettato da Giovanni Antonio Medrano, autore della reggia di Capodimonte e del Teatro Massimo di Palermo. La base è costituita da un crepidine su cui è allocato il plinto, di base quadrata con angoli smussati. Per ciascun lato sono apposte targhe marmoree recanti, in latino, una sintesi della battaglia e il ruolo degli autori della battaglia: Carlo III, Filippo V di Spagna e il duca di Montemar. Il basamento termina con una cornice su cui si innalza una lunga piramide che fa raggiungere all'obelisco l'altezza di 18 metri. Qui è apposto, su ciascun lato, un simbolo bellico: fascio, scudo, bandiera e corazza. Sulla sommità sono situati quattro stemmi dei Borbone con, in cima, una corona regia.

### Aree naturali

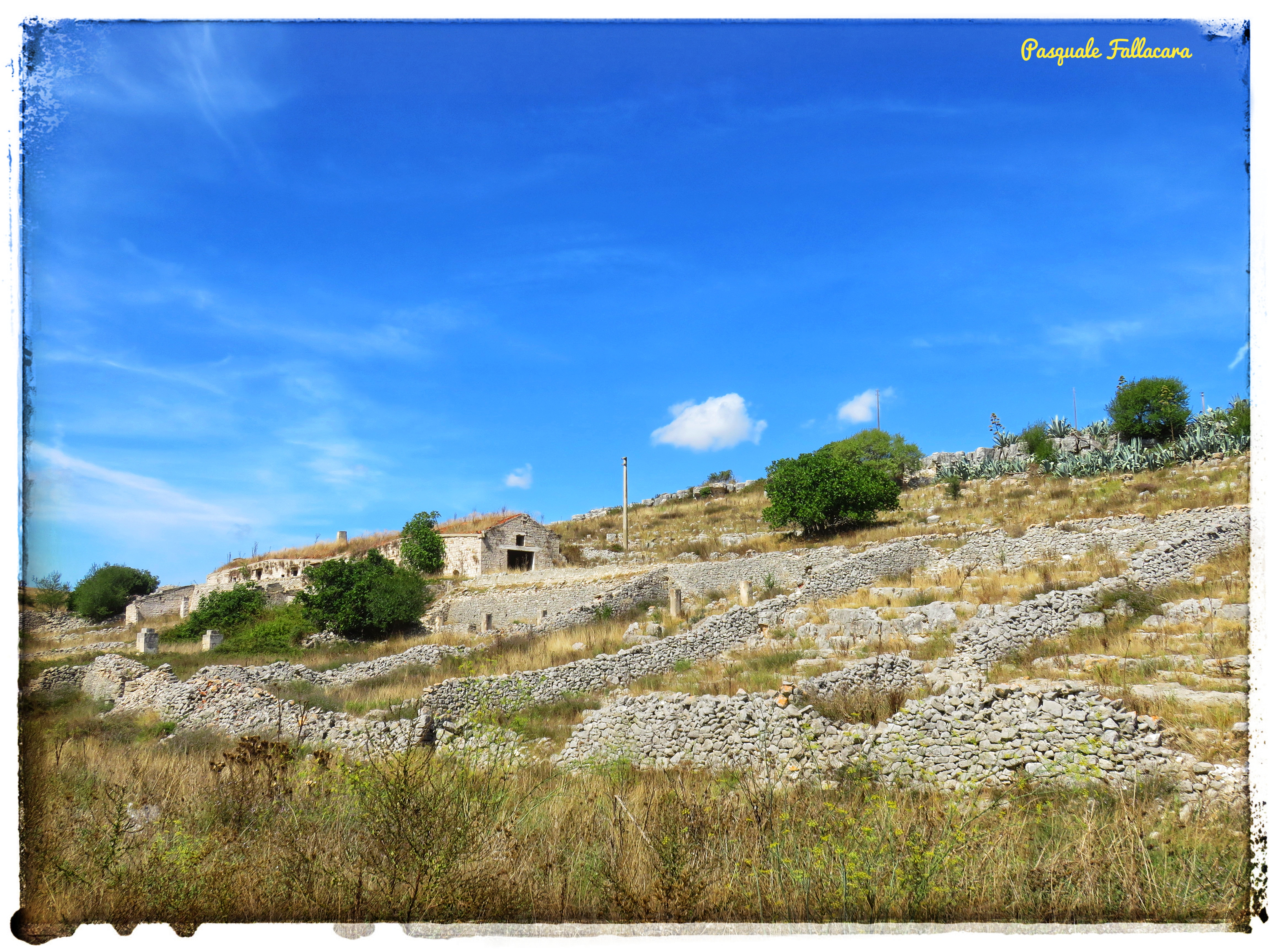
Masseria Pietre Tagliate, nel parco nazionale dell'Alta Murgia

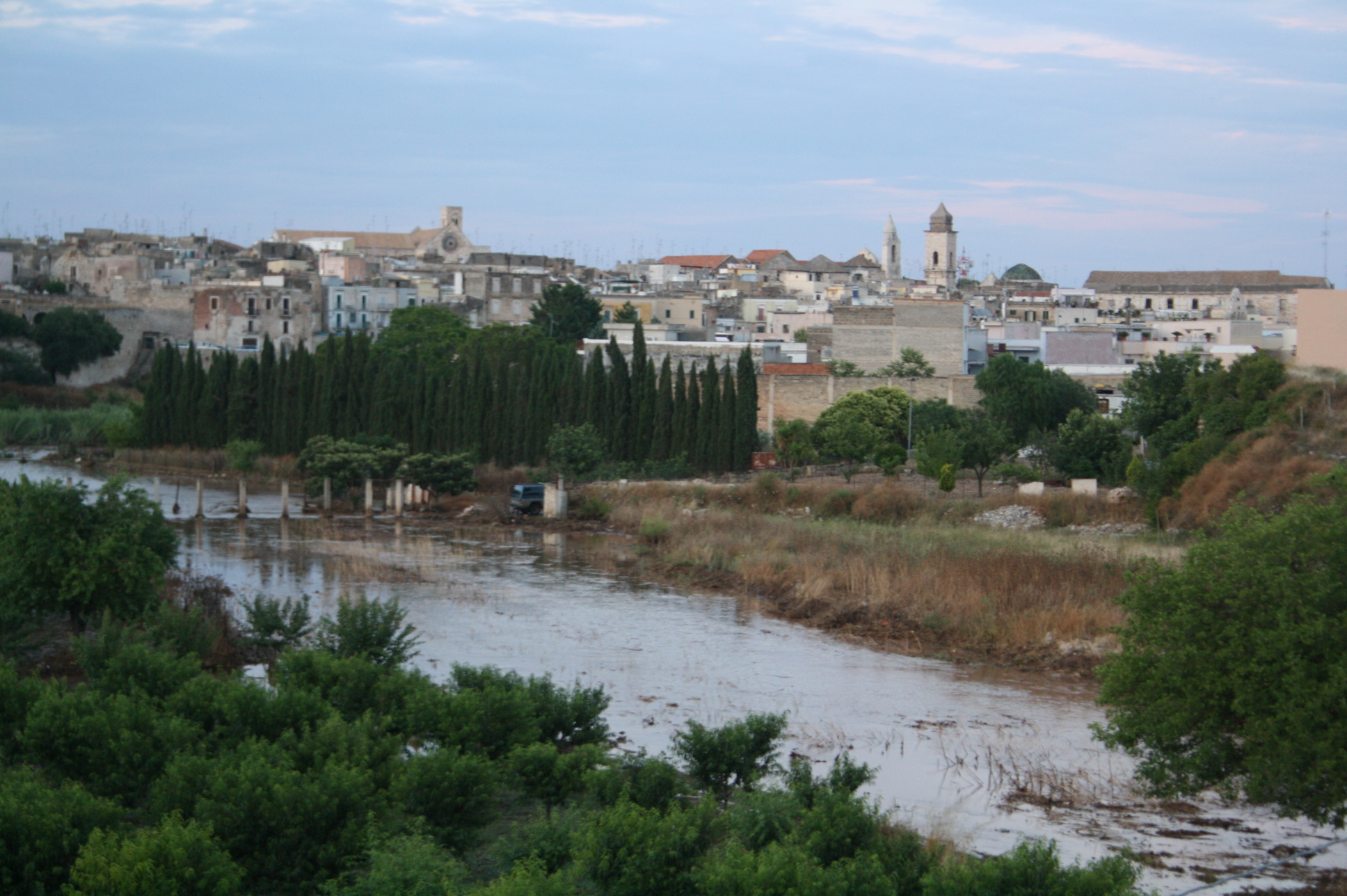
Lama Balice attraversata dal torrente Tiflis

Parco nazionale dell'Alta MurgiaIl comune di Bitonto fa parte del Parco nazionale dell'Alta Murgia. Le parti più interne del territorio comunale, per un totale di 1 959 ettari, sono comprese entro i confini del Parco, che si estende per 68 077 ettari complessivi. Parte di quest'area ospita il bosco comunale, noto anche come Bosco Rogadeo, oltre alla masseria Pietre Tagliate, tipico esempio di architettura rurale dotata anche di uno jazzo. La presenza animale in questo spazio è caratterizzata da istrici, volpi e tassi, ma ci sono anche rettili come lucertole sicule, vipere e bisce. Il parco ospita inoltre la più numerosa popolazione italiana della specie prioritaria falco naumanni, comunemente noto come grillaio, ed è una delle più numerose dell'Unione Europea.
Parco regionale Lama BaliceL'area protetta, identificata come parco naturale attrezzato nel 1980 e come parco naturale regionale dal 2007, si estende per 504 ettari tra i comuni di Bari e Bitonto, lungo il percorso dell'omonima lama. Il parco include un tratto della lama che attraversa il centro abitato bitontino. Il torrente che vi scorre, chiamato un tempo Tiflis, è solitamente in secca, ma in occasione di abbondanti precipitazioni si gonfia per l'apporto di acqua piovana. Dal punto di vista naturalistico la lama è area di sosta per l'avifauna e mantiene in ampi tratti l'originaria macchia mediterranea. I numerosi casali, chiese e masserie, oltre che i resti di epoca protostorica restituiti dalle numerose cavità naturali, attestano la continua frequentazione umana del sito.

## Società

### Evoluzione demografica
Abitanti censiti

### Etnie e minoranze straniere
Gli stranieri residenti a Bitonto al 31 dicembre 2022 erano 899, pari al 2,13% della popolazione.

### Lingue e dialetti
Il dialetto bitontino appartiene ai dialetti pugliesi centrali. È stato oggetto di numerosi studi, e reca traccia della lunga presenza di dominazioni diverse (greca, francese, austriaca e spagnola).
Nella pronuncia dialettale tutte le vocali protoniche e postoniche, esclusa la "a" protonica, hanno ceduto il posto a una "e" muta simile a quella francese. Le vocali accentate sono rimaste tali in sillabe chiuse (ad esempio l'italiano "mosca" diventa "mòsche"), mentre si sono trasformate in dittonghi diversi in sillabe aperte:
La "a" muta nel dittongo "èu" (ad esempio "mano" in italiano, diventa "mèune").

La "e" si trasforma nel dittongo "ài" o "èi" (ad esempio, l'italiano "treno" diventa "tràine" o "trèine").

La "i", muta nel dittongo "ói" (ad esempio, l'italiano "partita" diventa "partóite").

La "o", diviene invece "àu" (ad esempio l'italiano "scopa" diventa "scàupe").

La "u" si trasforma nel dittongo "ìu" o "éu" (ad esempio, l'italiano "tu" diventa téue o "tìue").
L'articolo singolare femminile è "la", quello singolare maschile "u", mentre il plurale di entrambi i generi è "re".

### Religione
Bitonto, con Bari, è sede dell'arcidiocesi di Bari-Bitonto. La diocesi di Bitonto ha un'origine che può essere fatta risalire al tempo della piena conversione della Puglia. La cronotassi episcopale parte infatti dal 515. Sebbene vi siano notizie confuse circa la presenza di un certo Andreano, vescovo di Bitonto intorno al 734, il primo vescovo di Bitonto di cui si hanno notizie dettagliate fu Arnolfo nel 1087.
Nel 1818 la diocesi di Bitonto venne unita aeque principaliter a quella di Ruvo ma nel 1978, con le dimissioni del vescovo Marena, la diocesi fu affidata in amministrazione apostolica a vescovi delle diocesi vicine e il 30 settembre 1982 fu nuovamente separata.
Il 26 febbraio 1984 è da ricordare la visita di Papa Giovanni Paolo II a Bitonto nel cui discorso rende omaggio ai cittadini bitontini: «il mio viaggio a Bari sarebbe stato incompleto senza questo incontro con voi, uomini e donne di Bitonto che con la vostra quotidiana fatica rendete feconda questa terra, traendone prodotti abbondanti e universalmente apprezzati».
Bitonto fu dapprima unita in persona episcopi all'arcidiocesi di Bari-Canosa e poi, con la riforma del 1986 che riordinò le sedi diocesane in Italia, fu aggregata a questa, assumendo il suo nome attuale.
In occasione del Congresso eucaristico nazionale del maggio 2005, l'arcidiocesi di Bari-Bitonto fu meta del primo viaggio apostolico di Benedetto XVI dopo l'elezione a papa.
Numerose nella città le associazioni e confraternite laicali:
- Arciconfraternita Sant'Anna;
- Arciconfraternita Immacolata Concezione;
- Arciconfraternita Santa Maria del Suffragio;
- Arciconfraternita Santissimo Rosario;
- Arciconfraternita Maria Santissima del Carmelo;
- Confraternita Sant'Antonio di Padova;
- Monte dei Morti della Misericordia;
- Confraternita Maria Santissima Annunziata;
- Confraternita Santissimo Crocifisso;
- Confraternita San Michele Arcangelo;
- Confraternita Santa Lucia;
- Confraternita San Giuseppe;
- Confraternita Sant'Isidoro Agricola;
- Confraternita Santa Filomena;
- Confraternita Sacro Cuore di Gesù;
- Confraternita San Francesco di Paola;
- Confraternita San Filippo Neri;
- Confraternita Maria Santissima delle Grazie;
- Confraternita San Pasquale Baylon;
- Associazione Maria Santissima di Loreto;
- Associazione Santa Rita da Cascia;
- Terz'Ordine francescano.

### Tradizioni e folclore

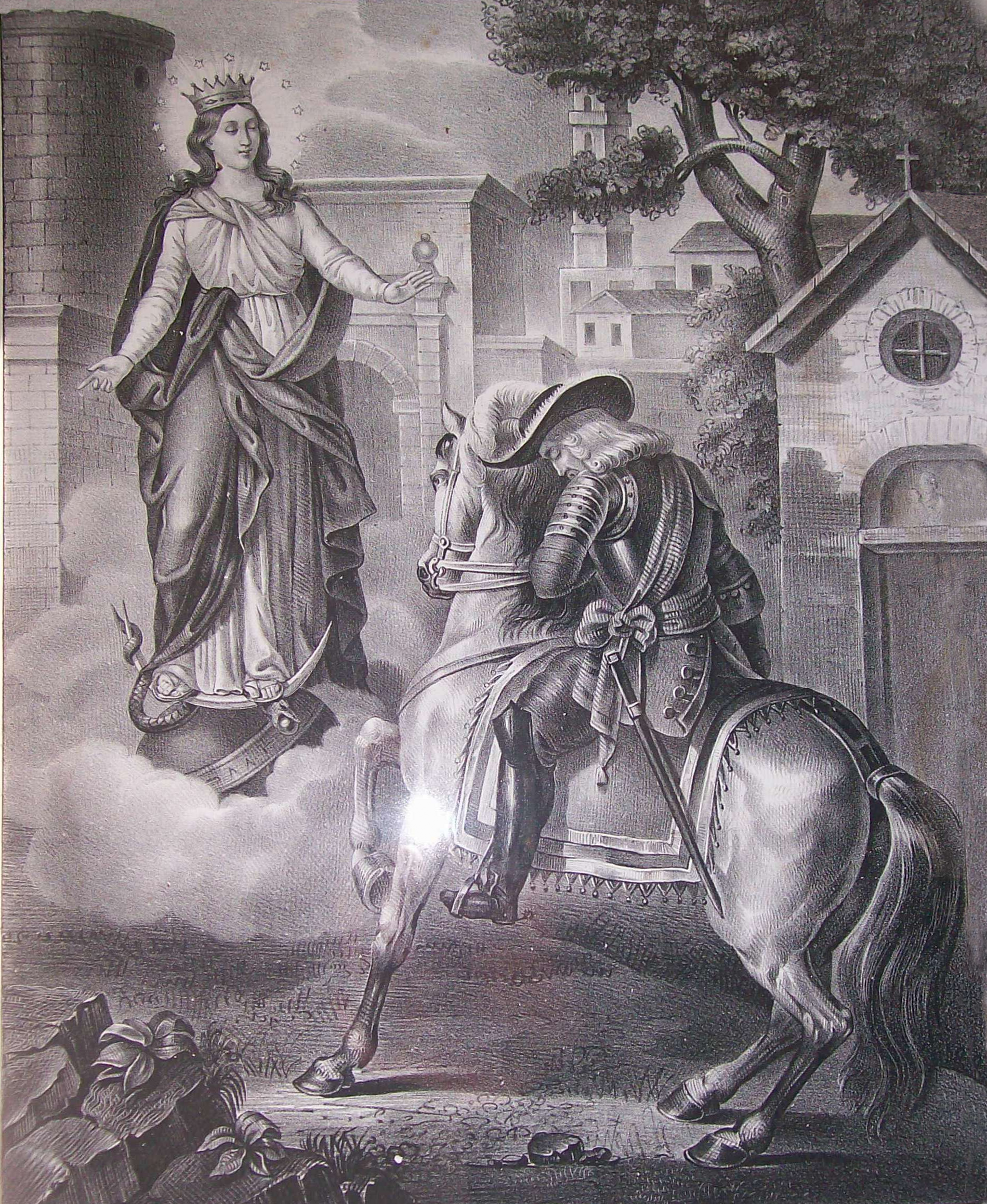
L'Immacolata appare al generale Montemar

Festa patronale dell'Immacolata concezioneLa città di Bitonto venera come santa patrona l'Immacolata Concezione dal 1703, anno in cui il Capitolo Cattedrale decise di renderla patrona della diocesi e della città. La devozione nei Suoi riguardi tuttavia, si accrebbe nel 1731, quando il comune rimase intatto in seguito alla scossa di terremoto che provocò invece diversi danni nei dintorni. Questo evento difatti, fu attribuito all'Immacolata e in suo onore fu quindi fatta erigere in piazza Cattedrale la guglia dell'Immacolata. È però il miracolo occorso tre anni dopo durante la battaglia di Bitonto, che consolida definitivamente la figura dell'Immacolata come patrona Secondo la tradizione infatti la Vergine sarebbe apparsa al Generale delle truppe spagnole, Montemar, intimandogli di salvare la città dal saccheggio e dalla distruzione. La festa patronale in onore dell'Immacolata si svolge il 26 maggio e per i giorni successivi con processioni, manifestazioni civili e religiose. Dal 1985 si svolge la rievocazione della Battaglia di Bitonto, in cui viene rappresentata la società di Bitonto nel periodo della battaglia.
Festa esterna dei Santi Medici Cosma e DamianoEvento sicuramente tra i più importanti per la città è la festa esterna dei Santi Medici. Il culto dei Santi Medici, secondo quanto risulta da alcune testimonianze iconografiche, è introdotto in città fin dal XIV secolo. Il primo documento che attesta la presenza della reliquia delle braccia e delle mani a Bitonto risale però al 1572, data di svolgimento della visita pastorale di monsignor Musso. Il culto dei Santi Cosma e Damiano è stato anche segnalato da Giovanni Paolo II, come potente fattore di promozione di unità della Chiesa fra Oriente e Occidente. Il rito consiste in una processione, chiamata intorciata, che si svolge la terza domenica di ottobre e dura dodici ore circa a partire dalle 8:00. Le immagini dei santi, che sono portate con estrema lentezza, chiudono la processione, precedute dai più devoti, che svolgono il percorso con lo sguardo rivolto alle statue (quindi camminando all'indietro) e molti dei quali a piedi nudi e portando sulle spalle pesanti ceri.

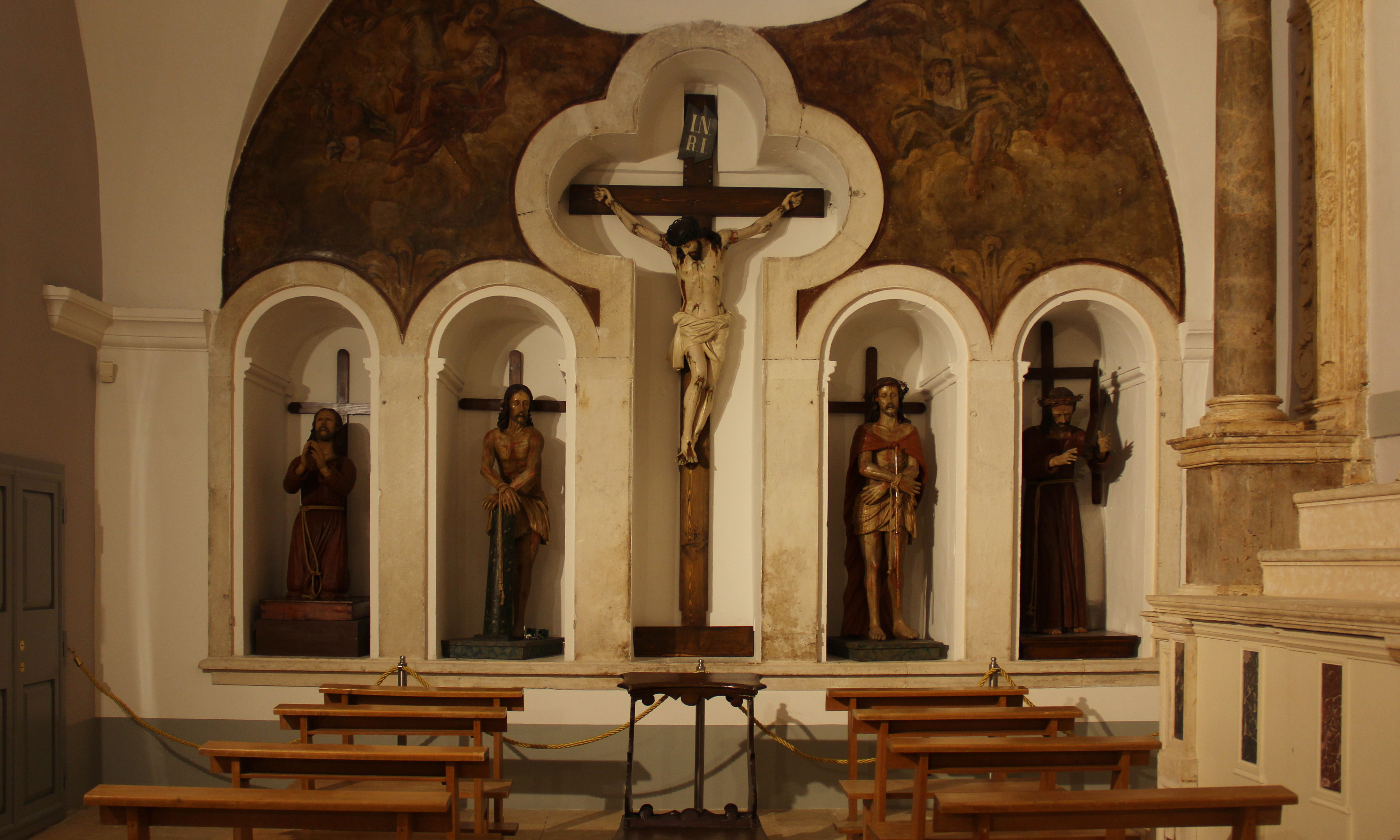
I cinque Misteri nelle rispettive nicchie nella chiesa di San Domenico

Settimana santa di BitontoParticolarmente rilevanti i riti della settimana santa della città. La prima edizione della processione dei Misteri è del 1714, anno in cui è documentata anche la committenza allo scultore andriese Gaetano Frisardi della realizzazione o restauro delle cinque statue lignee dei Misteri a cui si aggiunsero in seguito il Cristo Deposto e L'Addolorata nel 1721 e, solo dal 2007, una Deposizione, portando a otto il numero delle immagini portate in processione. Nella processione di Gala, sono esposti un Cristo Deposto del 1880, una Addolorata lignea dei primi del Settecento, la copia della Sacra Sindone realizzata nel 1646 e il trofeo floreale che custodisce il Legno Santo, due schegge che la tradizione attribuisce alla Santa Croce. Alle processioni partecipano le confraternite della città, le forze cittadine di Polizia, Carabinieri e Guardia di Finanza oltre a rappresentanti dell'amministrazione comunale. Tipicamente bitontino l'uso per i portatori in entrambe le processioni dello stiffelio, un lungo ed elegante abito nero corredato di una camicia bianca e papillon. Entrambe le statue dell'Addolorata recano una composizione quadrilobata di 111 candele che ne rendono spettacolare il passaggio.

### Istituzioni, enti e associazioni
- Sezione distaccata del Tribunale di Bari[123];
- Ospedale civile "Umberto I"[124].

## Cultura

### Istruzione

#### Biblioteche

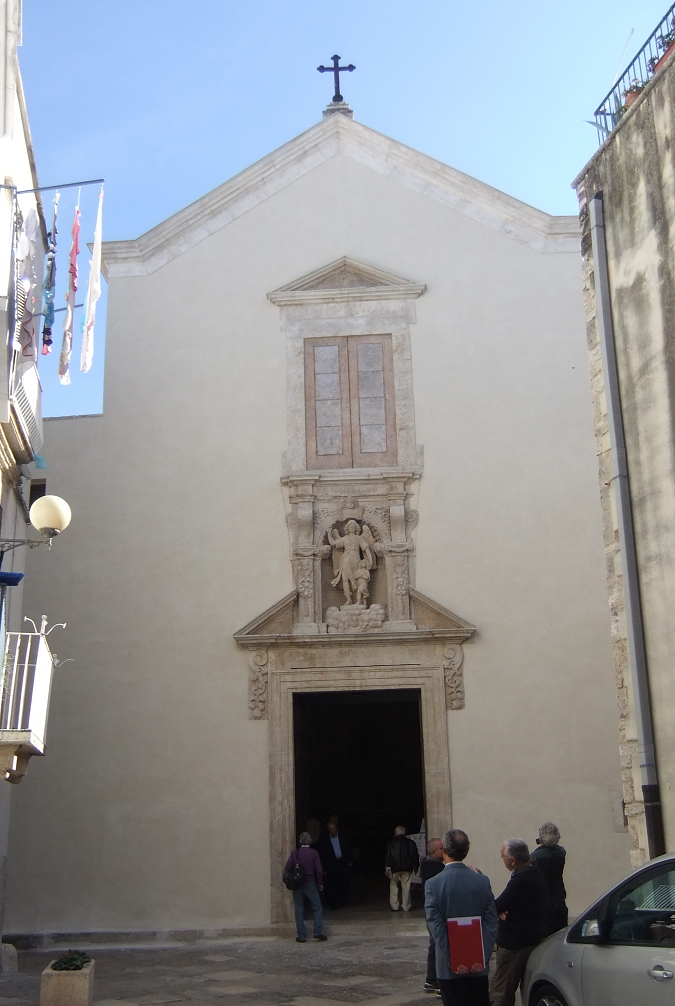
La chiesa di San Giorgio, sede del Centro Ricerche di Storia e Arte

- Biblioteca comunale "Eustachio Rogadeo": la biblioteca comunale prende il nome dal palazzo che la ospita, donato nel 1966 dall'omonima famiglia al Comune per essere adibito a biblioteca civica e a museo. La biblioteca contiene un ingente patrimonio librario: circa 60 000 volumi di cui cospicuo è il numero di cinquecentine, incunaboli e manoscritti[125];
- Biblioteca diocesana: nata come biblioteca del seminario, nel 1738 è diventata biblioteca vescovile. Possiede circa 50 000 volumi[126] ed è allocata al piano terra dell'ex seminario vescovile, dove oggi ha sede anche il museo diocesano e l'archivio storico diocesano;
- Archivio storico diocesano: raccoglie i libri del Capitolo della cattedrale (deliberazioni, introiti ed esiti, donazioni, testamenti, platee, atti amministrativi) ma anche registri dei battesimi, matrimoni e morte, benefici, platee, concorsi parrocchiali. Conserva gli archivi di quasi tutte le confraternite bitontine e i materiali di monasteri e conventi soppressi e circa 500 pergamene datate dal sec. XIV[127];
- Biblioteca "Antonio De Capua": è la biblioteca del Centro Ricerche di Storia e Arte - Bitonto fondata nel 1968 e consta di circa 8000 volumi[128] e raccoglie i volumi della collana "Studi Bitontini" e altre pubblicazioni inerenti per lo più la storia, l'arte e l'architettura locali;
- Biblioteca dei musicisti pugliesi: la biblioteca fu istituita dall'Associazione musicale "Tommaso Traetta" e raccoglie pubblicazioni dei musicisti locali e pugliesi.

#### Scuole
- Scuole primarie: 9 scuole[129];
- Scuole Secondarie di I grado: 5 scuole[129];
- Scuole Secondarie di II grado: 7 scuole (3 licei, 2 istituti tecnici e 2 professionali)[129].

#### Musei

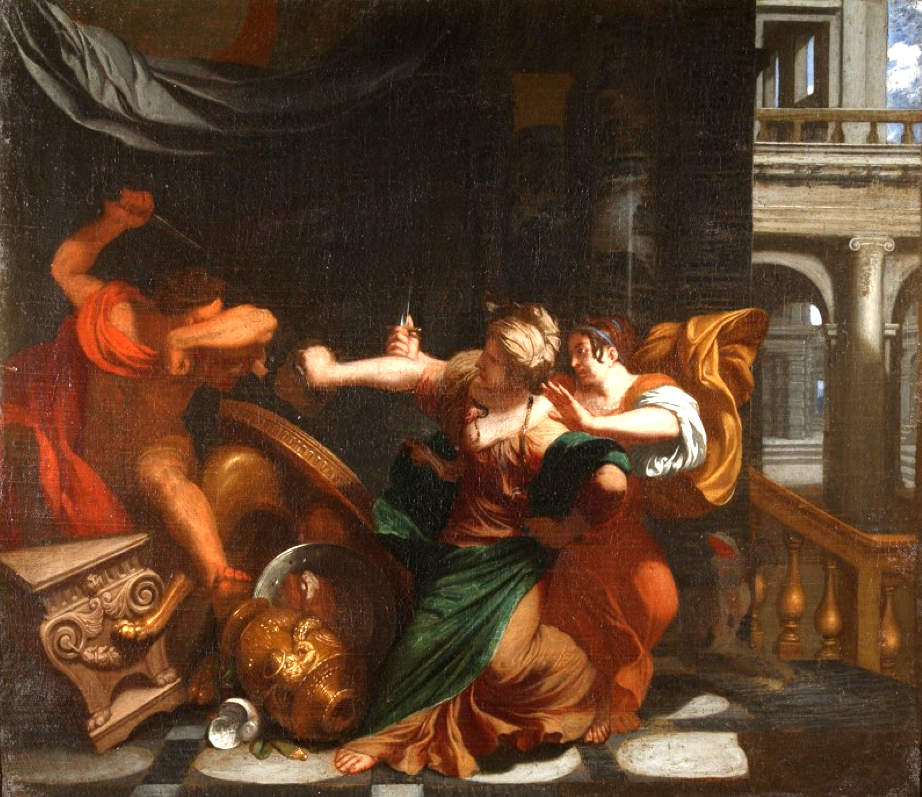
Artemisia Gentileschi, Procne e Filomela mostrano a Tereo la testa del figlio Iti

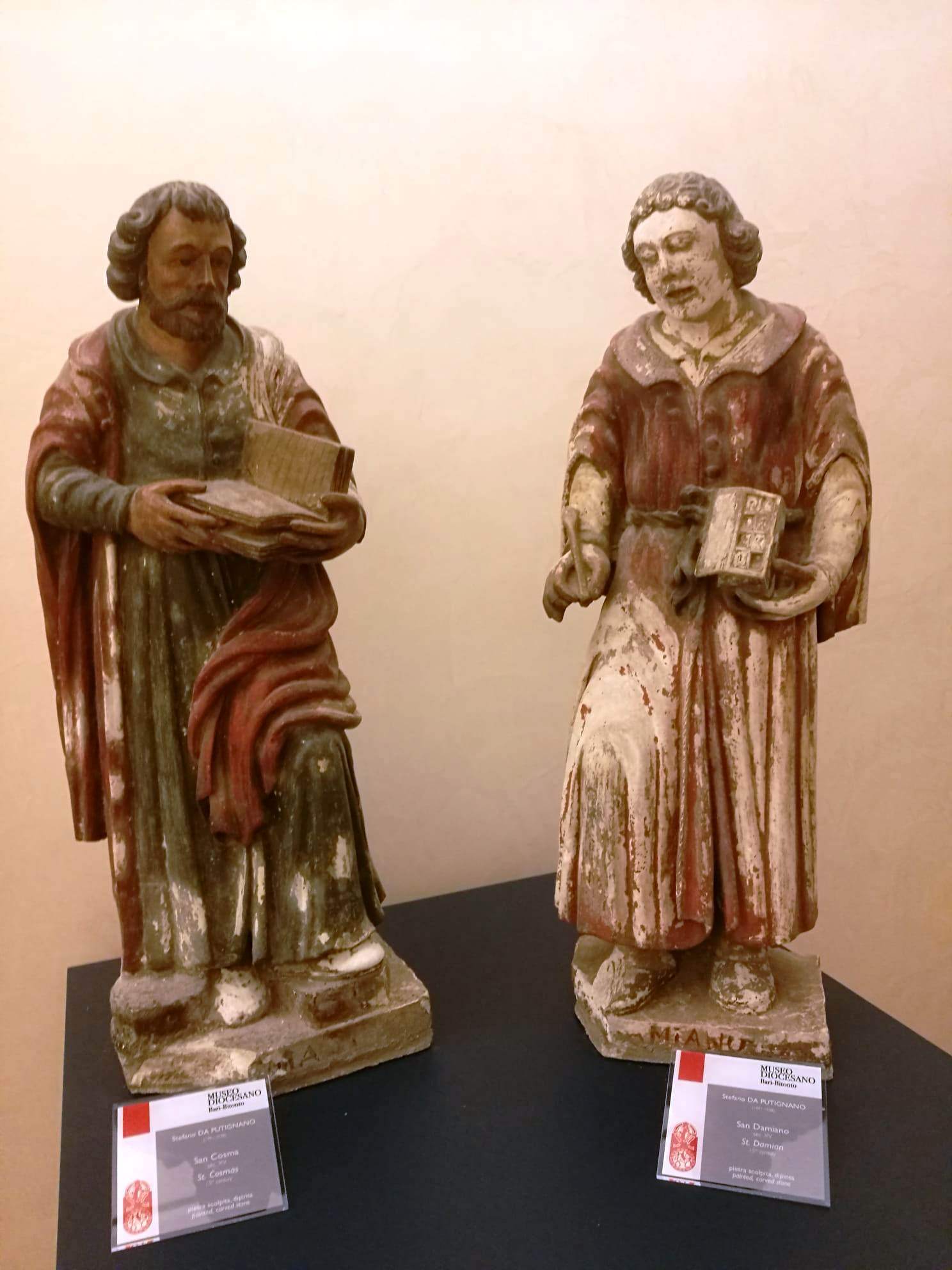
Immagini dei santi medici di Stefano da Putignano, conservate nel museo diocesano

Galleria nazionale della PugliaÈ la galleria nazionale di arte moderna della Puglia. È intitolata ai bitontini Girolamo e Rosaria Devanna che ne hanno permesso l'apertura donando la loro collezione nel 2004. Essa raccoglie 229 dipinti e 108 disegni attribuiti a importanti artisti italiani e stranieri, databili tra il XVI e i primi del XX secolo. Vi sono esposti 166 dipinti suddivisi in cinque sezioni, nella cornice del rinascimentale palazzo Sylos-Calò. Al piano superiore sono sistemate le altre sezioni. In quella del Cinquecento sono esposte soprattutto opere di artisti Veneti e meridionali, alcune di forte influenza bizantina, ma anche opere di artisti di altre zone d'Italia. Nelle sale del Seicento e del Settecento sono esposte opere di autori italiani e stranieri disposti per tematiche. Nella sala dell'Ottocento si concentrano i ritratti ma anche scene di storia e nature morte, sempre di autori italiani e stranieri. L'ultima sezione, al piano inferiore, è dedicata agli artisti del Novecento italiani, soprattutto meridionali, ma anche stranieri e d'oltreoceano.
Museo diocesano "Aurelio Marena"Creato tra il 1969 e il 1970, si tratta del museo dell'arcidiocesi di Bari-Bitonto, che raccoglie i beni artistici della cattedrale di Bitonto e di altre chiese del territorio bitontino. Il museo ha sede presso l'ex seminario vescovile annesso alla chiesa di San Francesco della Scarpa. La struttura, articolata su due livelli e dotata di un giardino pensile, conserva oltre 2500 pezzi che ne fanno il museo diocesano più grande del Mezzogiorno.Il primo piano è dedicato alla pittura dell'Ottocento e del Novecento in Puglia; il secondo piano è dedicato ai dipinti del Seicento e del Settecento ma espone anche sculture del Quattrocento e del Seicento. Di particolare interesse un'icona lignea raffigurante la Vergine di autore bizantino databile al XII secolo e un crocefisso del XIV secolo di scuola umbra. Nel terzo piano sono sistemate opere realizzate da artisti della scuola bitontina del XVII secolo (Alfonso de Corduba, Carlo Rosa, Nicola Gliri, Francesco Altobelli).

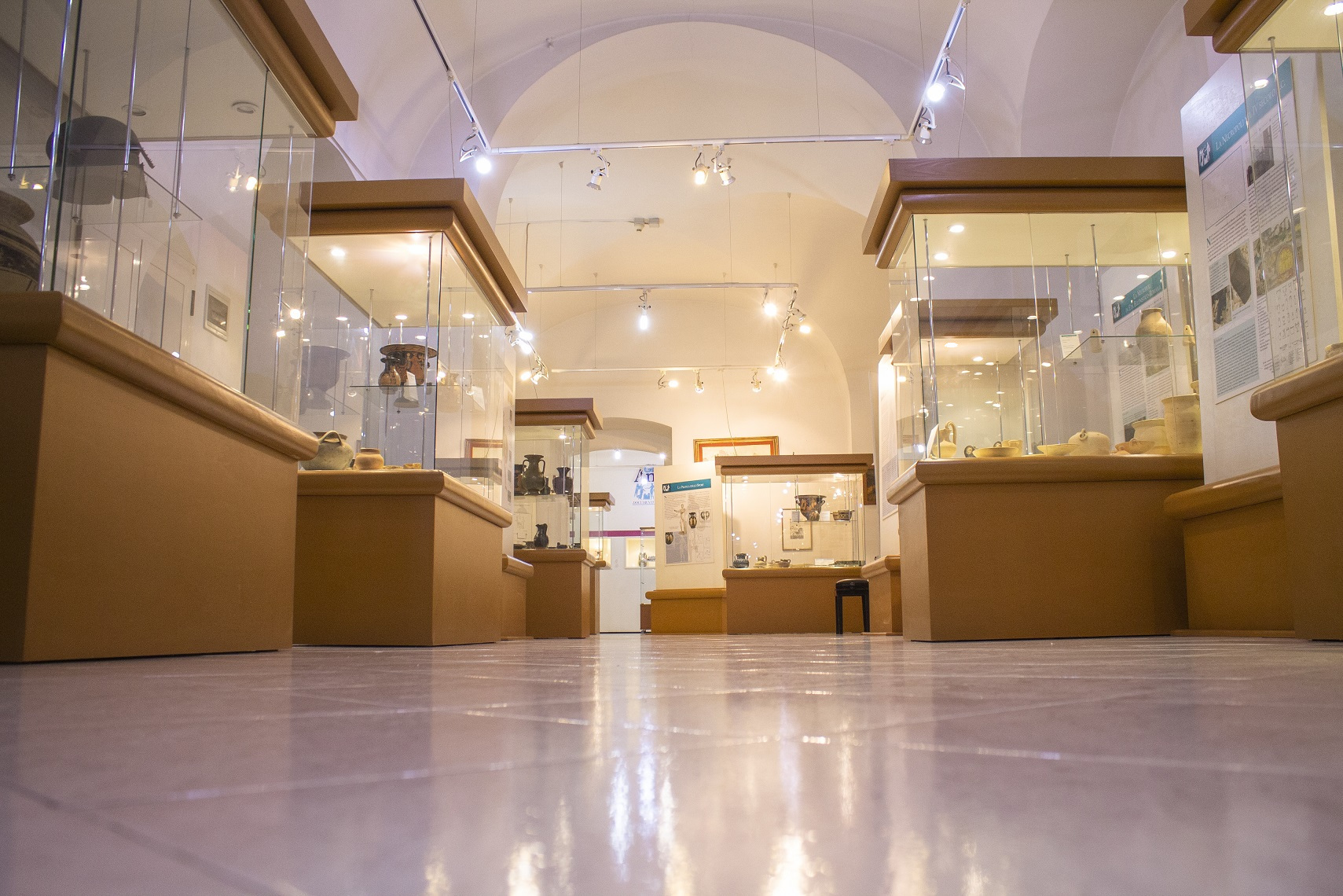
Una sala del museo archeologico cittadino

Museo archeologico della fondazione De Palo-UngaroIl museo offre un quadro molto dettagliato di quella che fu la civiltà peucezia e la vita culturale della città in quel periodo storico. Ospita reperti datati fra il VI e il III secolo a.C. rinvenuti nella necropoli di via Traiana a Bitonto. I corredi funerari esposti sono ricchi di reperti ceramici e metallici e che consentono quindi di tracciare l'evoluzione economica e sociale della civiltà peucezia e di conoscerne usi e costumi. Si passa così da reperti a decorazione geometrica, più antica, a ceramica a vernice nera e ceramica a figure rosse, tipiche della civiltà greca. Tra i reperti metallici: cinturoni, lance, e un elmo corinzio, a testimonianza della cultura guerriera dei Peucezi, ma anche reperti attribuiti a figure femminili come statuette, pesi da telaio in terracotta, anelli e fibule in bronzo e in argento.
Museo civico "Eustachio Rogadeo"Venne aperto al pubblico nel 1962, prendendo il nome dal palazzo che lo ospita (dove ha sede anche la biblioteca comunale), il seicentesco palazzo Rogadeo, sede anche della biblioteca comunale. Vi sono esposti soprattutto reperti archeologici come ceramiche di epoca greco-romana rinvenuti nel territorio bitontino, un monetario, sculture e dipinti del XVII-XVIII secolo. Al pianterreno vi è la pinacoteca che conserva opere di artisti pugliesi dell'Ottocento, della donazione Cuonzo.

### Media
Stampa
- "Da Bitonto", quotidiano online e periodico mensile cartaceo diretto da Mario Sicolo[134];
- "Bitonto", pagina dedicata a Bitonto dalla "Gazzetta di Bari", all'interno della Gazzetta del Mezzogiorno;
- "Primo piano", rivista culturale online, già periodico mensile cartaceo in passato, diretta da Mimmo Larovere[135];
- "Bitontoviva", quotidiano online di informazione locale[136];
- "BitontoLive", quotidiano online di informazione locale;[137]
- "Studi Bitontini", rivista semestrale scientifica di ricerca storico-artistica, espressione del Centro Ricerche di Storia ed Arte-Bitonto. Diretta da Silvio Fioriello (direttore editoriale) e Marino Pagano (direttore responsabile).

RadioUna certa importanza nel settore radiofonico locale ha avuto "Bitonto Radio International", che è stata una delle prime stazioni radiofoniche libere italiane e la prima della regione: fu fondata infatti nel 1976 da Filippo D'Agostino, che due anni dopo si trasferisce in Basilicata, dove fonda Basilicata radio 2. In FM rimane ancora attiva Radio One, che offre una programmazione incentrata sulla musica rock. La radio locale e webtv "radio doppio zero", radio ufficiale del Bitonto Calcio, si occupa invece prevalentemente di informazione locale.

### Cinema
Diverse personalità bitontine sono state più volte presenti sul "grande schermo": Michele Mirabella, Mimmo Mancini, Bianca Guaccero e Pippo Mezzapesa.
Il film di Lucio Fulci Non si sevizia un paperino, è ispirato a una storia vera avvenuta a Bitonto nel 1971 quando la città fu teatro di una serie di delitti dove le vittime erano bambini, da cui appunto il regista trasse spunto per il soggetto.
Il Comune di Bitonto si è trasformato in un set cinematografico in diverse occasioni: la prima fu nel 2001 con la miniserie Ama il tuo nemico 2, fiction che aveva per protagonisti Andrea Di Stefano, l'allora giovanissima Bianca Guaccero, l'attore barese Michele Venitucci e Imma Piro.
Nell'anno 2004 scorci di Bitonto furono ripresi nel film L'amore ritorna del regista pugliese Sergio Rubini, con Margherita Buy e Mariangela Melato.
Nel 2008 è interamente girato a Bitonto il cortometraggio Pinuccio Lovero. Sogno di una morte di mezza estate, dal già citato Pippo Mezzapesa; Viene ripreso il centro storico di Bitonto e il cimitero della frazione di Mariotto.
Tra il 2010 e il 2011 esce, in alcune sale pugliesi, il film Piripicchio - L'ultima mossa, con molte scene girate in Bitonto.
Nel 2012 sono girate alcune scene nel centro storico di Bitonto della fiction Volare - La grande storia di Domenico Modugno del regista Riccardo Milani con Beppe Fiorello. Nel 2018 viene girato quasi interamente a Bitonto il film Bar Giuseppe del regista Giulio Base, tra le cui musiche sono inserite anche le note del compositore bitontino Tommaso Traetta.
Da ricordare anche il film "Tommaso Blu", del 1988, produzione italo-tedesca, con Alessandro Haber. Alcune scene sono state filmate nei pressi della cattedrale di Bitonto.

### Cucina

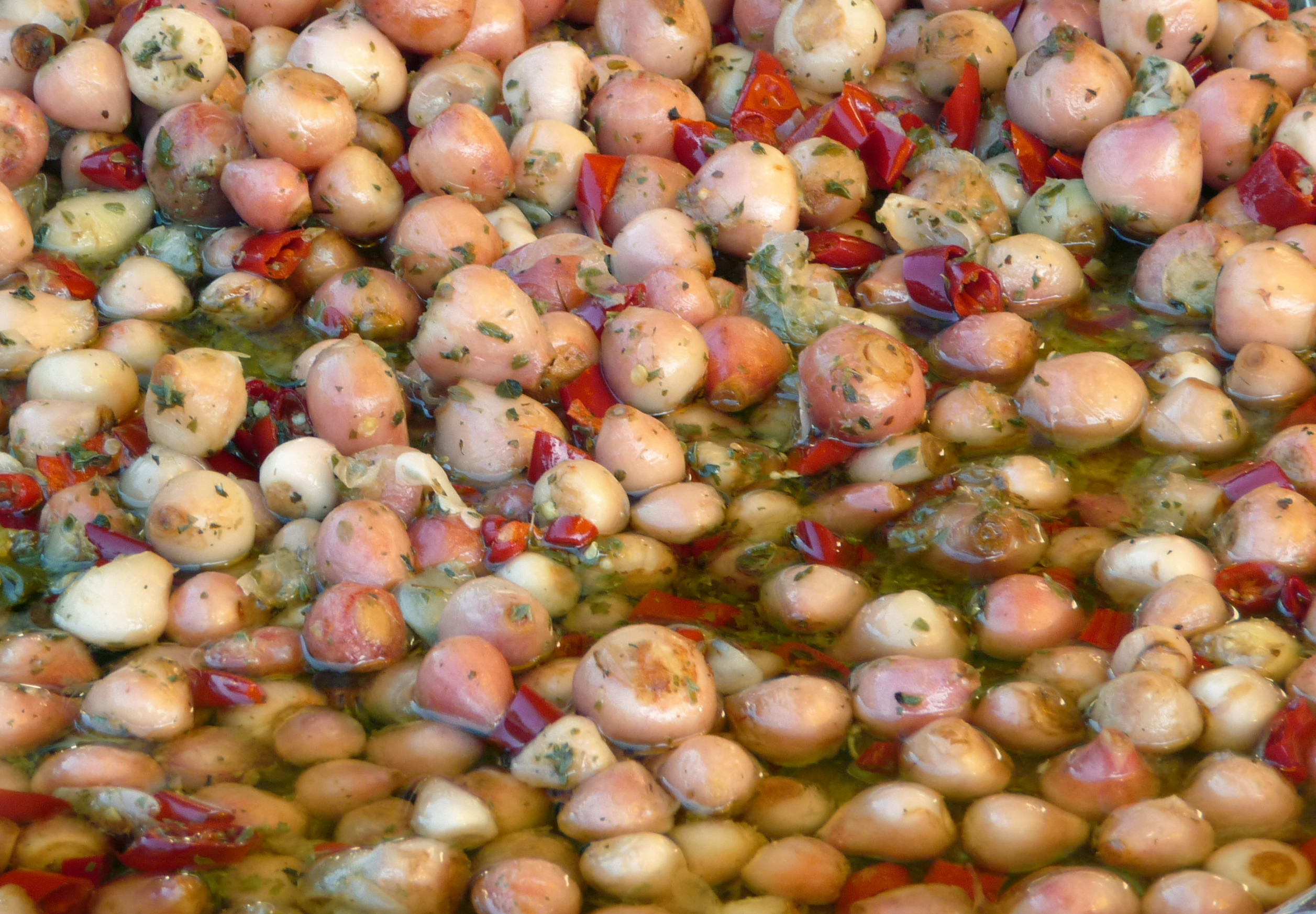
Lampascioni sott'olio

Ricca è la cucina bitontina, che annovera diversi piatti tipici.
Tra questi è la ciallédde, preparato con pane bagnato, pomodorini, olio e sale. Piatti simili sono diffusi in tutta la Puglia.
Diffusi sul territorio murgiano sono i lampascioni, una pianta che genera dei bulbi dalla forma di piccole cipolle, che sono raccolti e lasciati a mollo almeno due giorni, dopo i quali sono pronti per essere serviti, solitamente conditi con sale e olio d'oliva.
Tipica è anche la focaccia di patate, un piatto occasionale che per tradizione si mangia la domenica. L'impasto consiste in farina, olio d'oliva, pomodori e patate macinate. Il tutto viene poi cotto in forno per circa 15-20 minuti.
Rinomati i dolci legati alle tradizioni festive.
Legata al periodo di Ognissanti è ad esempio la colva, preparata con grano ammorbidito nell'acqua, chicchi di melograno e di uva, scaglie di cioccolato fondente, il tutto legato insieme dal vin cotto di uva.
Tipiche del periodo natalizio sono, invece, le cartellate, e i cuscinetti. Le prime sono dei nastrini di una sottile sfoglia di pasta preparata con farina, olio e vino bianco, avvolti su sé stessi sino a formare una sorta di "rosa" che sono poi fritte in abbondante olio e passate nel vin cotto di uva, di fichi, o di fichi d'India. Talvolta il vino bianco è sostituito con del succo di arancia.

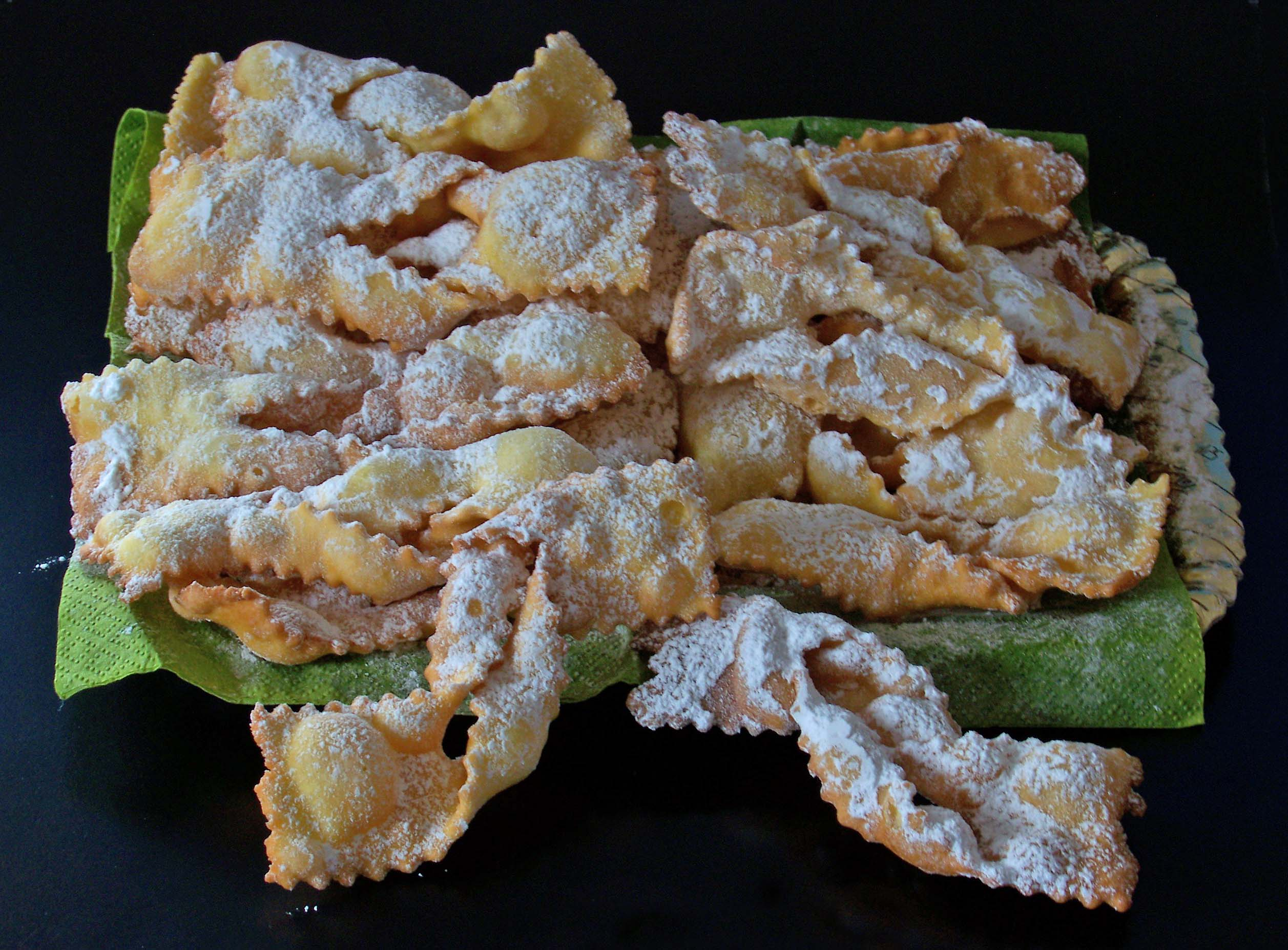
Le chiacchiere di carnevale

Con lo stesso impasto si preparano i cuscinetti: piccoli rettangoli di pasta farciti con pasta reale chiusi per formare piccoli cuscinetti e cosparsi di zucchero a velo se cotti al forno oppure rigirati nello zucchero semolato se fritti.
A Pasqua, invece, si prepara la scarcella, una ciambella o colomba di cioccolato di pane addolcito con della glassa. La ricetta tipica prevede anche un uovo sodo al centro.
Carnevale è l'occasione per la preparazione delle chiacchiere, mentre il dolce simbolo della città è il bocconotto. La ricetta era un segreto delle suore del monastero di Santa Maria delle Vergini.

### Eventi
Beat Onto Jazz Festival
Si tratta di una manifestazione Jazz nata nel 2001 con finalità divulgative. Si svolge in alcuni giorni del mese di agosto presso piazza Cattedrale, e col tempo è diventata una realtà importante nel panorama jazz del Meridione.
Traetta Opera Festival
Il Traetta Opera Festival nasce nel 2005 con lo scopo di riscoprire e rivalorizzare la figura del musicista bitontino Tommaso Traetta. Si tiene a cavallo tra ottobre e novembre. In questo periodo si tengono convegni sulle opere di Traetta e sono eseguiti brani del musicista nelle piazze della città. Si esibiscono anche i vincitori dell'edizione precedente del concorso internazionale di canto lirico, organizzato dal festival.
Festival Italia – Giappone
Nell'edizione del 2011 del Traetta Opera Festival si è stretta una relazione culturale con la Tokio International Choir, che ha portato in città una ottantina di cantanti musicisti e appassionati giapponesi. È nato così anche il Festival Italia – Giappone, dove la Tokio International Choir e la Tokio Opera organizzano una serie di concerti a Bitonto e in altre località della Puglia. Il festival organizza un concorso per giovani cantanti lirici, intitolato al cantante lirico bitontino Caffarelli, che si tiene nella cornice del teatro Traetta.

## Geografia antropica

### Urbanistica

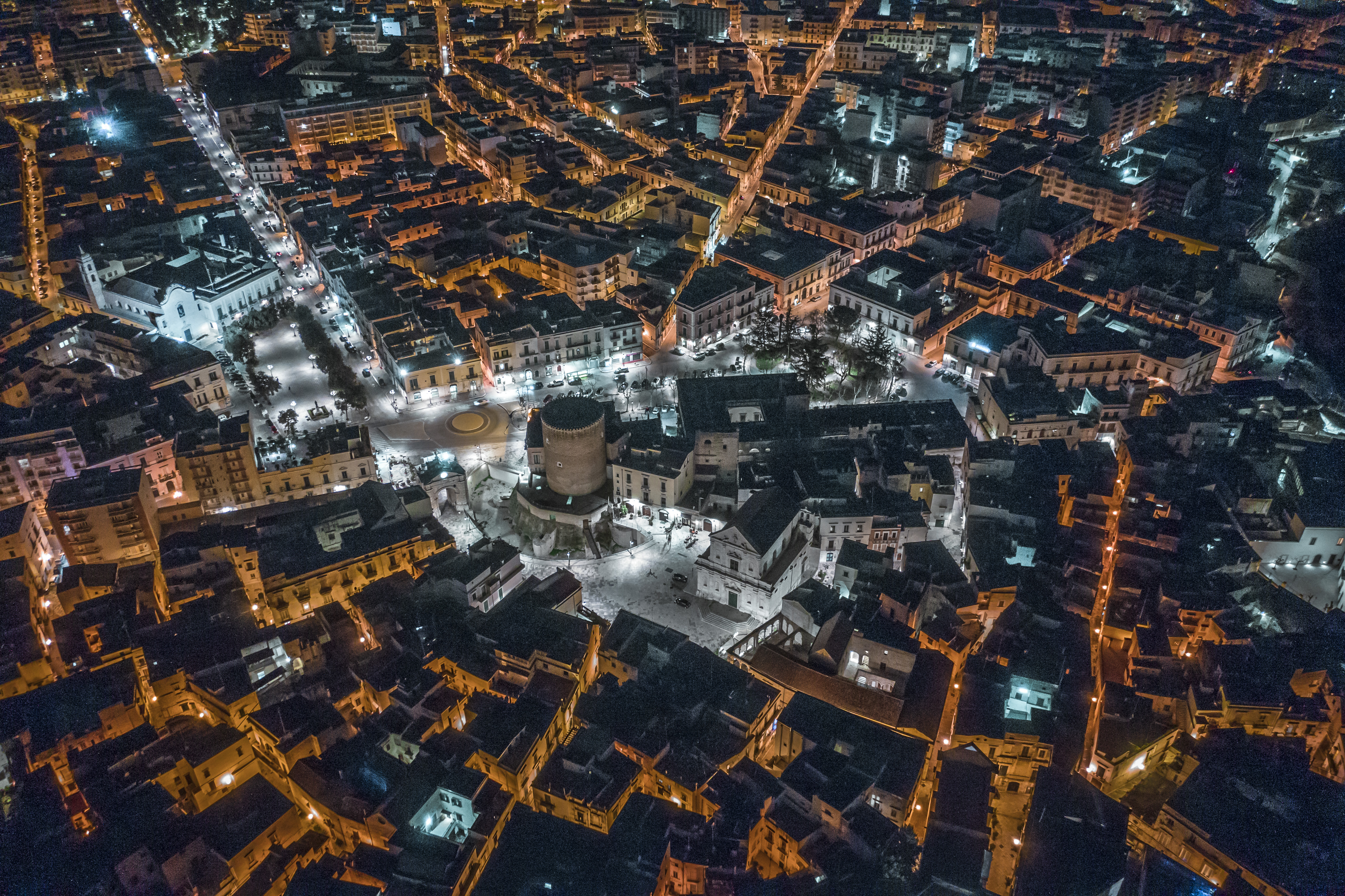
Vista aerea della città sul torrione angioino, punto di incontro di tre piazze

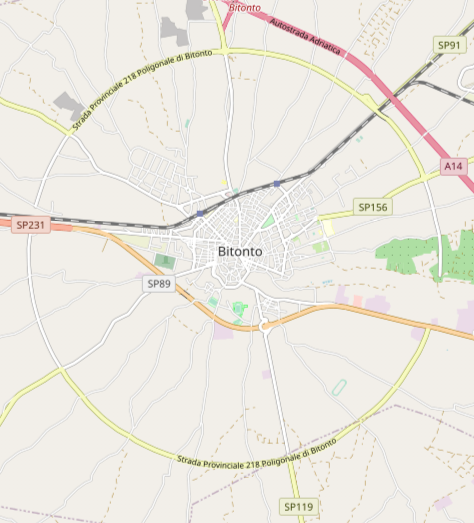
La strada poligonale che circoscrive la città

Il nucleo storico della città, di forma trapezoidale, è delimitato a tratti dai resti delle mura di periodo normanno. Si è sviluppato a partire dal quartiere chiamato "cicciovizzo", situato tra il torrente Tiflis a sud e la via Traiana (che vi giungeva da Ruvo di Puglia) che lambiva l'abitato a nord, attraversando probabilmente la zona di porta Robustina fino ad arrivare a porta La Maja. Lo sviluppo urbano si è, nei secoli, spinto a nord di tale quartiere, attratto dalla presenza della detta via Traiana, fino a raggiungere l'estensione e l'aspetto attuale.
Le strade del centro storico hanno andamento tortuoso, solo raramente seguono uno schema definito. Sparsi per tutto il borgo antico sono gli archi e le corti.
Le strutture rilevanti più antiche presenti nel centro storico risalgono al basso Medioevo, le più recenti al primo Ottocento.
Lo sviluppo urbano ottocentesco si diparte a raggiera verso nord-est, in direzione di Santo Spirito e Giovinazzo, e, in parte, verso ovest in direzione di Terlizzi e Ruvo. La caratteristica che contraddistingue la zona ottocentesca è l'aspetto ordinato dei quartieri, divisi da alcuni assi viari che nella maggior parte dei casi si diramano dalla zona di porta Baresana.
È questo il punto di incontro di ben tre piazze: piazza Cavour, interna alle mura del centro storico, piazza Moro, che si forma dall'incontro tra via Repubblica e il corso, e piazza Marconi, che unisce via Crocifisso e via Traetta.
Il corso ospita palazzo Gentile, l'attuale sede del Comune.
Lo sviluppo di primo Novecento non è separato in modo deciso dalla zona ottocentesca: conserva, anzi, una soluzione di continuità con essa. La ferrovia, a nord, rappresenta il limite naturale del centro abitato, oltre il quale si sviluppa la zona artigianale. A est si ha invece la zona 167, mentre a ridosso della S.P. 231, si estende la zona industriale, che si presenta come propaggine della zona industriale di Bari.
Degna di nota è la rete fognante di Bitonto, tra le più antiche d'Europa, realizzata secoli prima di quelle di Napoli e Parigi. La sua costruzione risale al 1512 e fu completata nei primi anni del Seicento.
L'intero centro abitato è inscritto in un anello stradale, noto come Strada Poligonale di Bitonto, che forma un cerchio quasi perfetto di 3 km circa di raggio. Venne ideata e realizzata tra il 1946 e il 1948 dal presidente del consorzio delle strade vicinali Giuseppe Cazzolla con lo scopo di facilitare l'arrivo in città dalla campagna ma, nel tempo, è diventata un anello di congiunzione dei vari assi stradali che raggiungono la città.

### Frazioni
- Mariotto (circa 2 300 abitanti) si trova a circa 15 km da Bitonto e in posizione leggermente più elevata (240 m s.l.m.). Il nome deriva dal feudo di Mariotto dei Verità, con numerose tenute e masserie. L'attività prevalente è l'agricoltura (olivicultura e vigneti) e vi si produce il vino "San Barbato";
- Palombaio (circa 3 000 abitanti), si trova a circa 8 km da Bitonto, a metà strada fra Ruvo di Puglia e Palo del Colle. Negli ultimi anni è stata soggetta a un notevole sviluppo demografico, che ne ha visto raddoppiare la popolazione. Nel periodo natalizio vi si svolge un presepe vivente.

## Economia
L'economia cittadina è da sempre legata all'agricoltura, principalmente all'ulivo. Ad essa si affianca un'organizzazione industriale basata sull'olio. Sul territorio, insistono migliaia di piccole e medie aziende agricole a conduzione prettamente familiare molte di esse associate nelle due Cooperative esistenti "Produttori Olivicoli Bitonto" e Cima di Bitonto. La città è stata definita come città degli ulivi. Sul territorio comunale insiste, benché in crisi, la manifattura tessile, con una quarantina di siti produttivi e oltre trecento aziende del settore abbigliamento.
In crescita il turismo, soprattutto culturale, ma anche naturalistico. Il commercio è basato soprattutto sulle tradizionali fiere ("fiera di San Leone" e "fiera dei Santi Medici").

### Agricoltura

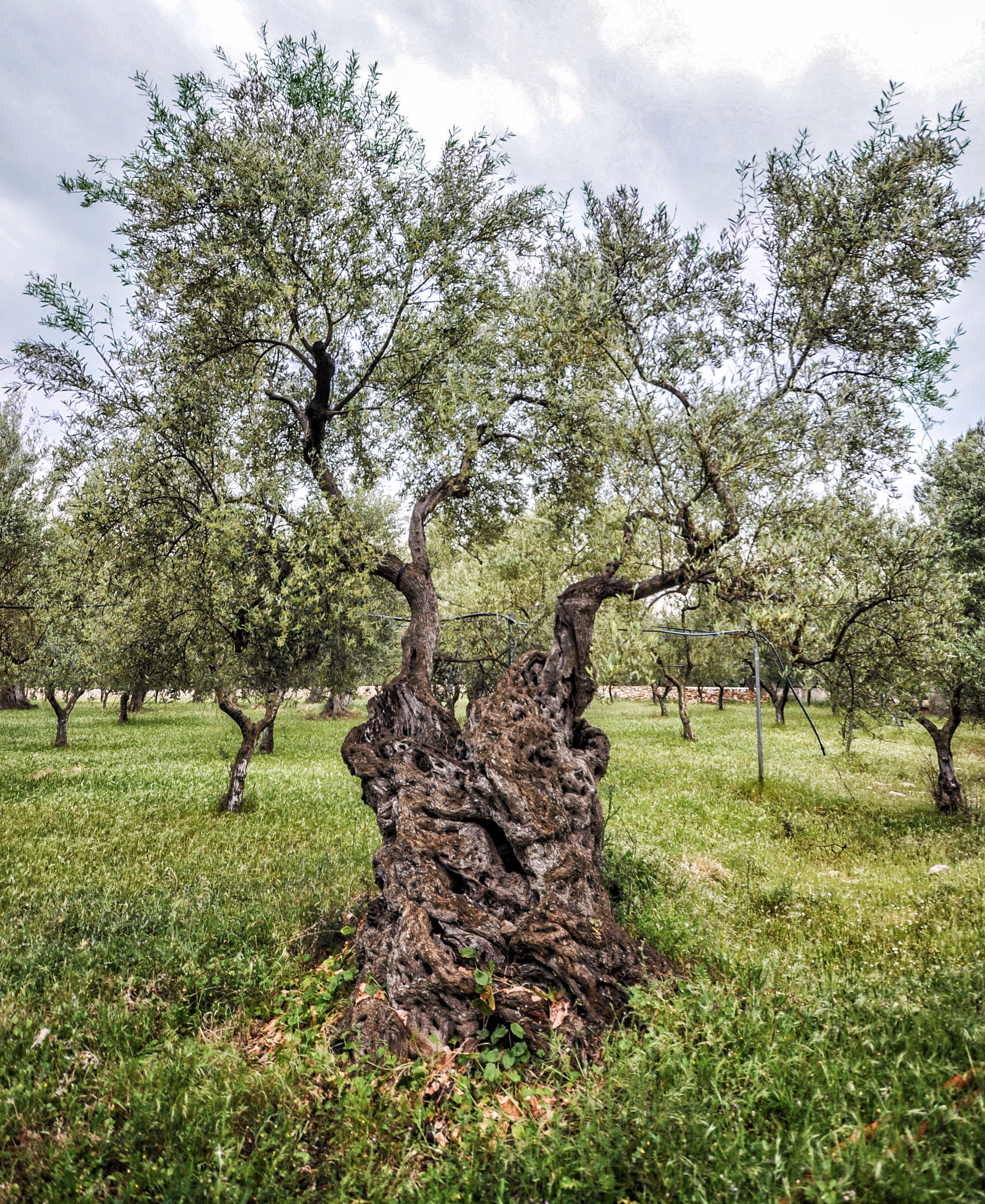
Ulivo nelle campagne di Bitonto

Bitonto, con un patrimonio di oltre 1 700 000 alberi di ulivo si impone tra i maggiori produttori in Italia di olio d'oliva.
Il territorio comunale, infatti, produce un olio extravergine d'oliva ricavato dalla varietà di olive "Cima di Bitonto", diffusa in molti dei comuni circostanti.
L'olio di Bitonto, la cui produzione si è particolarmente sviluppata nel corso del XX secolo, è caratterizzato da una bassissima acidità (0,21%), e viene esportato in tutta Europa e in America. Bitonto è anche membro dell'Associazione Nazionale Città dell'Olio. È commercializzato come Terra di Bari a denominazione di origine protetta con la menzione geografica aggiuntiva Bitonto.
Accanto alla produzione olearia, la campagna di Bitonto è adibita ad altre colture arboree, quali il mandorlo, il pero, il fico e il percoco (che produce frutti simili alle pesche): vengono inoltre coltivati i cereali e, oltre la frazione di Mariotto, la vite, dalla quale si ricava l'uva destinata alla produzione di vino (tra cui i vini Zagarello e San Barbato).
Il settore agroalimentare si caratterizza per alcuni tipici prodotti da forno come il pane locale, la focaccia casereccia, e anche i taralli, conosciuti nella zona come i taràlle de màsse. Minoritario è l'allevamento (bovino) dal quale deriva però una piccola produzione di latte.

### Industria
L'industria è sviluppata con insediamenti siderurgici, di lavorazione di pelli, per la produzione di ceramica, lavorazione di conglomerati bituminosi, lavorazione di pneumatici, lavorazione di vinacce e frantoi, calce viva, scatolifici, gomma soffice, prefabbricati, falegnameria industriale.
L'attività artigianale e della piccola industria mette sul mercato nazionale e internazionale soprattutto i prodotti della confezione, dell'abbigliamento e della meccanica leggera: l'indotto conta oltre 1200 aziende con circa 13 000 addetti. È anche prevista la costruzione, sulla direttrice Bitonto-Giovinazzo, di insediamenti industriali dotati delle più moderne infrastrutture e reti, ecologicamente attrezzate, in grado di attrarre insediamenti di aziende che producono beni e servizi ad alto contenuto tecnologico, su un'area di circa 800 ettari.

### Turismo
Il settore turistico a Bitonto sta vivendo un periodo di forte crescita. Già nel 2007 le presenze turistiche in città sono aumentate del 350% rispetto al 2006, risultando così il comune più virtuoso della provincia.
Il turismo è legato soprattutto all'itinerario romanico, in cui Bitonto è una delle tappe principali con la sua cattedrale. Gli scavi archeologici che hanno riportato alla luce la chiesa paleocristiana l'hanno inoltre trasformato in un museo, attraverso l'esposizione degli oggetti ivi rinvenuti. Il polo museale cittadino comprende inoltre la Galleria nazionale, il Museo diocesano e il Museo archeologico.
Ma il turismo cittadino si appoggia anche gli eventi storici come la festa patronale, col corteo storico, i riti della settimana santa, la festa esterna dei santi Medici, che muovono in città numeri consistenti di visitatori e pellegrini; e agli eventi culturali come il Beat-Onto Jazz Festival e il Bitalk che portano in piazza il primo artisti della scena jazz nazionale e internazionale, il secondo volti noti dello spettacolo, della politica e della scena artistica italiana.
Un ruolo nel settore è dato anche dal patrimonio naturalistico come lama Balice e l'alta Murgia, parchi naturali che accolgono appassionati di mountain bike ed escursionisti.

## Infrastrutture e trasporti

### Strade
Il casello autostradale di Bitonto dell'autostrada A14 Bologna-Taranto è situato in territorio comunale, tre chilometri a nord dal centro. La città è servita inoltre dalla SP 231 (già SS 98 andriese-coratina), che costeggia il centro cittadino nella parte meridionale fungendo quasi da tangenziale: questa arteria collega Bitonto a est con Modugno, ove si innesta sulla strada statale 96 per Bari e Altamura, e a ovest con i centri interni del nord-barese.

Linea FM2 con le stazioni cittadine

### Ferrovie
Bitonto è servita dalla ferrovia Bari-Barletta gestita dalla Ferrotramviaria, che ricalca il percorso della precedente tranvia a vapore. Le città collegate ai due capilinea sono quelle interne del nord barese.
Fino al 1963, la città era servita da una breve linea ferroviaria, la Bitonto-Santo Spirito, che collegava la città alla sua frazione costiera. Oggi parte di quel tracciato fa parte delle ferrovie del Nord Barese.
Da luglio 2013 è inoltre in funzione la variante, inquadrata come servizio FM2 delle Ferrovie del Nord Barese, che collega Bitonto con l'aeroporto di Bari-Palese e si riallaccia alla linea Bari-Barletta nei pressi della stazione di Fesca-San Girolamo toccando nell'ordine la stazione di Aeroporto e quella di Europa.
La città dispone di due impianti:
- la stazione centrale, situata su Piazza Ferdinando I D'Aragona;
- la stazione di Bitonto Santi Medici, su via La Pira, entrata in funzione nel luglio 2010[167].

### Mobilità urbana
L'A.S.V. gestisce i servizi di trasporto urbano. In particolare sono disponibili due linee che collegano la città anche alle sue frazioni. La Ferrotramviaria gestisce, oltre alle linee ferroviarie citate, anche autolinee che collegano la città a Bari passando per Modugno e, nei festivi, autolinee che sostituiscono i treni nella tratta Bari-Barletta.
La STP Bari gestisce le autolinee che collegano Bitonto ad Adelfia, passando per Palo del Colle, Bitetto, Binetto, Grumo Appula, Sannicandro di Bari e Bitritto; a Toritto, seguendo il percorso per Adelfia fino a Grumo; a Molfetta, passando per Giovinazzo. La Cotrap collega Bitonto a Santo Spirito.

## Amministrazione
Di seguito è presentata una tabella relativa alle amministrazioni che si sono succedute in questo comune.
| Periodo           | Periodo          | Primo cittadino       | Partito                     | Carica      | Note    |
| ----------------- | ---------------- | --------------------- | --------------------------- | ----------- | ------- |
| 25 settembre 1987 | 31 maggio 1993   | Michele Coletti       | PSI                         | Sindaco     | [ 170 ] |
| 4 giugno 1993     | 20 giugno 1994   | Francesco Dimundo     | PSI                         | Sindaco     | [ 170 ] |
| 20 giugno 1994    | 6 dicembre 1994  | Mario Tafaro          | -                           | Comm. pref. | [ 170 ] |
| 6 dicembre 1994   | 30 novembre 1998 | Umberto Kühtz         | PDS                         | Sindaco     | [ 170 ] |
| 30 novembre 1998  | 29 aprile 2008   | Nicola Pice           | L'Ulivo                     | Sindaco     | [ 170 ] |
| 29 aprile 2008    | 20 febbraio 2012 | Raffaele Valla        | PdL                         | Sindaco     | [ 170 ] |
| 20 febbraio 2012  | 21 maggio 2012   | Pasquale Minunni      | -                           | Comm. pref. | [ 170 ] |
| 21 maggio 2012    | 11 giugno 2017   | Michele Abbaticchio   | SEL / SI                    | Sindaco     | [ 170 ] |
| 11 giugno 2017    | 21 giugno 2022   | Michele Abbaticchio   | Indipendente e dal 2018 IiC | Sindaco     | [ 170 ] |
| 21 giugno 2022    | in carica        | Francesco Paolo Ricci | Centro-sinistra             | Sindaco     | [ 170 ] |

### Gemellaggi
- Banja Luka[171]

## Sport

### Calcio

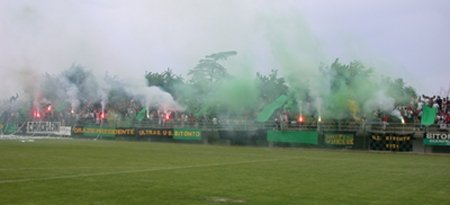
I tifosi del Bitonto festeggiano la promozione in Serie D (2003).

Hanno sede nel Comune diverse società di calcio.
L'U.S. Bitonto Calcio, fondata nel 1921, è stata promossa per la prima volta nella sua storia in Serie C dopo la vittoria del campionato di Serie D 2019-2020. Tuttavia, a causa di presunte combine avvenute nella partita contro il Picerno del 5 maggio 2019 secondo l'autorità calcistica competente, ha visto sfumare questa possibilità quindi attualmente, nella stagione 2025-26, milita nel campionato di Eccellenza Pugliese.
L'associazione U.S.D. Olimpia Bitonto, fondata nel 1981, è affiliata al Genoa e, nella stagione 2025-26, disputa il campionato di Prima Categoria Puglia.
Un'altra realtà del calcio bitontino, a livello giovanile, è il Bitonto Calcio Bellavista, fondata dall'omonimo calciatore, Antonio Bellavista.
Dal 2008 al 2018 è stata attiva la società A.S.D. Omnia Bitonto, che ha raggiunto la Serie D nella stagione 2017-2018 dopo aver sconfitto ai play-off nazionali i campani dell'Afragolese. In seguito la società ha cambiato denominazione in US Bitonto (nel frattempo l'Unione Sportiva Bitonto aveva ceduto il proprio titolo sportivo ad un'associazione calcistica della città di Molfetta) per poter continuare la tradizione storica e sportiva neroverde.

### Calcio a 5
La città vanta una squadra di calcio a 5 femminile, il Bitonto Calcio a 5, che nel 2021 ha raggiunto la prima storica promozione in serie A e nella stagione 2022-2023 ha vinto la Coppa Italia e lo scudetto, la prima volta per un club bitontino. L’anno successivo, le ragazze si sono ripetute vincendo coppa Italia, scudetto e supercoppa e ottenendo il titolo di vice-campionesse d’Europa.
La squadra maschile, l'ASD Bitonto Futsal Club 2018, nella stagione 2022-2023 è stata promossa in serie A2 dopo aver disputato i play-off.

### Pallavolo
La squadra maschile di pallavolo Comix Volleyball Bitonto in passato ha raggiunto la serie B1. Dopo la cessione del titolo, è nata una nuova società, l'ASD Volley Ball Bitonto, che nella stagione 2021-22 milita nel gruppo A di Serie D.
La squadra femminile di pallavolo, la Volley Ball Bitonto ha disputato nuovamente nella stagione 2018/2019, dopo alcuni anni di assenza, il campionato di serie C. La GS Robur A.S.D. Bitonto ha militato anch'essa in serie C.

### Pallacanestro
Le squadre maschili cittadine di pallacanestro sono lo Sporting Club Bitonto e l'A.S.D.Virtus Bitonto: ambedue sono attive sia a livello dilettantistico sia a livello giovanile e, in particolare, la prima nella stagione 2021-22 milita nel girone A del campionato di Serie D.

### Altri sport
In città è presente anche una compagine tennistica, la Tennis Club Bitonto, fondata nel 1969.
L'A.S.D. Velosprint è la società ciclistica bitontina fondata nel 1999 su impulso del ciclista Luigi de Gennaro.
Sempre in ambito ciclistico, va menzionato che il 18 maggio 2010 la città è stata sede di arrivo della decima tappa del Giro d'Italia, Avellino - Bitonto, vinta dallo statunitense Tyler Farrar.
Dal 2012 è presente anche la squadra di rugby della città, creatasi come "Omnia Rugby Bitonto", dal 2018 ha cambiato denominazione in Amatori Rugby Bitonto. Partecipa al campionato interregionale di Serie C e ha avuto al suo attivo anche due campionati under 16 e la sezione femminile con il campionato di "coppa Italia" seven.
Dal 2012 è presente anche una squadra di golf, l'Omnia Golf Bitonto, che partecipa alle competizioni organizzate dalla FIG, sia individuali che a squadre.
Dal 2017 è attiva anche l'A.S.D. Tennis Tavolo Seven Bitonto, che disputa il campionato di tennistavolo nelle serie D1 e D2.
C. I. Torre d'Agera scuola di equitazione

### Impianti sportivi
Diversi sono gli impianti sportivi cittadini. I principali sono:
- la piscina comunale;
- il palazzetto dello sport, presso l'istituto M. Cristina di Savoia;
- lo stadio Città degli Ulivi;
- il centro polisportivo Nicola Rossiello;
- il Circolo di Tennis;
- il polivalente Paolo Borsellino.
- Circolo ippico "Giovanni deTrizio"
- Circolo ippico "Torre d'Agera"